# Геллер, Ефим Петрович
Ефи́м Петро́вич Ге́ллер (8 марта 1925, Одесса — 17 ноября 1998, Переделкино) — советский шахматист, международный гроссмейстер (1952), один из сильнейших советских шахматистов послевоенных десятилетий. С начала 1950-х по начало 1970-х годов Геллер шесть раз выступал в соревнованиях претендентов, его высшими достижениями были 2—3 места в турнире претендентов 1962 года и полуфинал матчей претендентов 1965 года. Он также семь раз побеждал в шахматных олимпиадах в составе сборной СССР, дважды становился чемпионом СССР по шахматам (в 1955 и 1979 году) и выиграл ряд международных турниров.
Геллер был известен как мастер игры в острых позициях, в том числе с нарушенным материальным равновесием. Он был крупным шахматным теоретиком, внёсшим большой вклад в исследования староиндийской защиты, испанской партии, сицилианской защиты.

## Биография

### Молодость
Ефим Геллер родился в Одессе. Его отец, Пётр Ефимович Геллер, был любителем шахмат и учеником Бориса Верлинского. В детстве Геллер увлекался футболом, но поступить в футбольную секцию одесского дворца пионеров ему не удалось. Геллер стал ходить в шахматный кружок в том же дворце пионеров и участвовать в юношеских соревнованиях:13—14.
Во время Великой Отечественной войны Геллер окончил школу, а затем служил механиком на аэродроме:15
. После демобилизации Геллер поступил на экономический факультет Одесского университета и дебютировал в чемпионате Украинской ССР 1946 года, разделив 4—6 места. В следующем чемпионате он занял шестое место и в том же году принял участие в отборе на 16-й чемпионат СССР по шахматам. Геллер выиграл четвертьфинальную группу с результатом 12 из 15, но в полуфинале, проходившем в Свердловске, поделил 5—6 место (7 из 12) и не прошёл в финал:16. Одновременно Геллер успешно играл в баскетбол и пробился в сборную Одессы. Однако, когда пришлось делать выбор между баскетболом и шахматами, Геллер предпочёл шахматы.
В начале 1949 года Геллер разделил 2—3 места в чемпионате УССР, который проходил в его родной Одессе (выиграл Исаак Липницкий), а весной выиграл полуфинал чемпионата СССР и получил звание мастера спорта СССР. В 24 года Геллер дебютировал в 17-м чемпионате СССР, в котором играли почти все сильнейшие шахматисты, кроме Михаила Ботвинника. Он проиграл две первые партии, но в следующих шестнадцати выиграл у А. А. Котова, И. Болеславского, С. Флора, В. Рагозина и ряда других. Перед последним туром Геллер шёл на чистом первом месте, но поражение от молодого Холмова отбросило его на 3—4 места. Первое место разделили Давид Бронштейн и Василий Смыслов:20:319.
В чемпионате страны 1950 года Геллер играл неровно и разделил 7—10 места (9 из 17, +7 −6 =4). Следующий чемпионат СССР 1951 года был одновременно зональным турниром ФИДЕ. За первое место боролись чемпион мира Ботвинник, Керес, Петросян, Смыслов и Геллер. В 14-м туре Геллер, впервые играя с чемпионом мира Ботвинником, одержал победу. Эта победа, одержанная 8 декабря 1951 года, ввела его в члены символического клуба Михаила Чигорина.
В предпоследнем туре Геллер проиграл Бронштейну, и в итоге чемпионом второй год подряд стал Керес. В марте 1952 года Геллер занял второе место на мемориале Мароци в Будапеште, позади Кереса, но впереди Ботвинника, Смыслова, Петросяна, Ласло Сабо и других сильных шахматистов. После этого успеха Геллер с небольшим промежутком стал гроссмейстером СССР и международным гроссмейстером. До 1962 года, когда звание получил Леонид Штейн, Геллер оставался единственным международным гроссмейстером на Украине. Когда сборная СССР по шахматам победно дебютировала на шахматной олимпиаде 1952 года, Геллер на 4-й доске набрал 10½ из 14 (второй результат на доске):28.

### Гроссмейстер

#### 1950-е
На межзональном турнире 1952 года Геллер стал четвёртым (там с большим отрывом победил Котов) и прошёл в турнир претендентов. 20-й чемпионат СССР Геллер прошёл в группе лидеров, но упущенная победа над А.Суэтиным и поражение от Ботвинника за два тура до конца не позволили ему вмешаться в борьбу за первое место (Геллер стал третьим призёром). После этого более полугода Геллер не участвовал в соревнованиях. Турнир претендентов 1953 года, проходивший в два круга при 15 участниках, состоялся в Швейцарии. Геллер слабо стартовал и потом играл неровно (в середине он проиграл подряд три партии и в какой-то момент шёл на предпоследнем месте, на финише выиграл четыре). В итоге благодаря финишному рывку он разделил 6—7 места с Найдорфом, выиграв четыре микроматча и проиграв три (14½ из 28):30.
Победным для Геллера стал 22-й чемпионат СССР. Со старта борьбу за призы вела группа из четырёх шахматистов — Геллера, Ботвинника, Смыслова и молодого Бориса Спасского. Геллер сильно провёл финиш и, победив в предпоследнем туре Микенаса, опережал преследователей на пол-очка. В последнем туре Геллер чёрными потерпел поражение от мастера Владимира Антошина, и к тому же его догнал Смыслов. Между двумя победителями состоялся дополнительный матч, в котором шансы не имевшего матчевого опыта Геллера котировались ниже. Плановые шесть партий закончились вничью, а в первой дополнительной партии Геллер выиграл, став таким образом чемпионом СССР:34—35. На состоявшемся через несколько месяцев межзональном турнире в Гётеборге Геллер выиграл только одну партию из первых десяти, но сильно проведённая вторая половина позволила ему попасть в турнир претендентов (5—6 место при выводящих первых девяти:36, 130. В том же году он отыграл турнир в Загребе, но из-за простуды занял только четвёртое—пятое места (с большим отрывом выиграл Смыслов):37. Прошедший в начале 1956 года 23-й чемпионат страны Геллер пропустил, чтобы подготовиться к турниру претендентов, который состоялся в Амстердаме весной. Первый круг Геллер закончил на чистом первом месте (6 из 9), но во втором проиграл сразу четыре партии и откатился на 3—7 места.
В чемпионате страны 1959 года Геллер набрал всего 50 % очков (10—11 места), но затем он выиграл чемпионат УССР с отрывом в 2 очка от Юрия Николаевского и в 4½ от Леонида Штейна. В конце года Геллер поделил первое место с Таймановым в Дрездене и выиграл очередной полуфинал чемпионата СССР в Ереване.
В 1960 году Геллер, не попавший в сборную на олимпиаду 1960 года в Лейпциге, был назначен её тренером. До этого у него был опыт тренерской работы со сборной Украинской ССР на Спартакиаде:45—46.

#### 1960-е
|   | a | b | c | d | e | f | g | h |   |
| - | --- | --- | --- | --- | --- | --- | --- | --- | - |
| 8 | e8 чёрная ладья · g8 чёрный король · h8 чёрный слон · a7 чёрная пешка · b7 чёрный слон · e7 чёрная ладья · f7 чёрная пешка · h7 чёрная пешка · b6 чёрная пешка · c6 чёрный ферзь · g6 чёрная пешка · h6 белый слон · a5 чёрный конь · f5 белая пешка · c4 чёрная пешка · d4 белая пешка · e4 белый конь · f4 белый ферзь · c3 белая пешка · a2 белая пешка · c2 белый слон · f2 белая ладья · g2 белая пешка · h2 белая пешка · c1 белая ладья · h1 белый король | e8 чёрная ладья · g8 чёрный король · h8 чёрный слон · a7 чёрная пешка · b7 чёрный слон · e7 чёрная ладья · f7 чёрная пешка · h7 чёрная пешка · b6 чёрная пешка · c6 чёрный ферзь · g6 чёрная пешка · h6 белый слон · a5 чёрный конь · f5 белая пешка · c4 чёрная пешка · d4 белая пешка · e4 белый конь · f4 белый ферзь · c3 белая пешка · a2 белая пешка · c2 белый слон · f2 белая ладья · g2 белая пешка · h2 белая пешка · c1 белая ладья · h1 белый король | e8 чёрная ладья · g8 чёрный король · h8 чёрный слон · a7 чёрная пешка · b7 чёрный слон · e7 чёрная ладья · f7 чёрная пешка · h7 чёрная пешка · b6 чёрная пешка · c6 чёрный ферзь · g6 чёрная пешка · h6 белый слон · a5 чёрный конь · f5 белая пешка · c4 чёрная пешка · d4 белая пешка · e4 белый конь · f4 белый ферзь · c3 белая пешка · a2 белая пешка · c2 белый слон · f2 белая ладья · g2 белая пешка · h2 белая пешка · c1 белая ладья · h1 белый король | e8 чёрная ладья · g8 чёрный король · h8 чёрный слон · a7 чёрная пешка · b7 чёрный слон · e7 чёрная ладья · f7 чёрная пешка · h7 чёрная пешка · b6 чёрная пешка · c6 чёрный ферзь · g6 чёрная пешка · h6 белый слон · a5 чёрный конь · f5 белая пешка · c4 чёрная пешка · d4 белая пешка · e4 белый конь · f4 белый ферзь · c3 белая пешка · a2 белая пешка · c2 белый слон · f2 белая ладья · g2 белая пешка · h2 белая пешка · c1 белая ладья · h1 белый король | e8 чёрная ладья · g8 чёрный король · h8 чёрный слон · a7 чёрная пешка · b7 чёрный слон · e7 чёрная ладья · f7 чёрная пешка · h7 чёрная пешка · b6 чёрная пешка · c6 чёрный ферзь · g6 чёрная пешка · h6 белый слон · a5 чёрный конь · f5 белая пешка · c4 чёрная пешка · d4 белая пешка · e4 белый конь · f4 белый ферзь · c3 белая пешка · a2 белая пешка · c2 белый слон · f2 белая ладья · g2 белая пешка · h2 белая пешка · c1 белая ладья · h1 белый король | e8 чёрная ладья · g8 чёрный король · h8 чёрный слон · a7 чёрная пешка · b7 чёрный слон · e7 чёрная ладья · f7 чёрная пешка · h7 чёрная пешка · b6 чёрная пешка · c6 чёрный ферзь · g6 чёрная пешка · h6 белый слон · a5 чёрный конь · f5 белая пешка · c4 чёрная пешка · d4 белая пешка · e4 белый конь · f4 белый ферзь · c3 белая пешка · a2 белая пешка · c2 белый слон · f2 белая ладья · g2 белая пешка · h2 белая пешка · c1 белая ладья · h1 белый король | e8 чёрная ладья · g8 чёрный король · h8 чёрный слон · a7 чёрная пешка · b7 чёрный слон · e7 чёрная ладья · f7 чёрная пешка · h7 чёрная пешка · b6 чёрная пешка · c6 чёрный ферзь · g6 чёрная пешка · h6 белый слон · a5 чёрный конь · f5 белая пешка · c4 чёрная пешка · d4 белая пешка · e4 белый конь · f4 белый ферзь · c3 белая пешка · a2 белая пешка · c2 белый слон · f2 белая ладья · g2 белая пешка · h2 белая пешка · c1 белая ладья · h1 белый король | e8 чёрная ладья · g8 чёрный король · h8 чёрный слон · a7 чёрная пешка · b7 чёрный слон · e7 чёрная ладья · f7 чёрная пешка · h7 чёрная пешка · b6 чёрная пешка · c6 чёрный ферзь · g6 чёрная пешка · h6 белый слон · a5 чёрный конь · f5 белая пешка · c4 чёрная пешка · d4 белая пешка · e4 белый конь · f4 белый ферзь · c3 белая пешка · a2 белая пешка · c2 белый слон · f2 белая ладья · g2 белая пешка · h2 белая пешка · c1 белая ладья · h1 белый король | 8 |
| 7 | e8 чёрная ладья · g8 чёрный король · h8 чёрный слон · a7 чёрная пешка · b7 чёрный слон · e7 чёрная ладья · f7 чёрная пешка · h7 чёрная пешка · b6 чёрная пешка · c6 чёрный ферзь · g6 чёрная пешка · h6 белый слон · a5 чёрный конь · f5 белая пешка · c4 чёрная пешка · d4 белая пешка · e4 белый конь · f4 белый ферзь · c3 белая пешка · a2 белая пешка · c2 белый слон · f2 белая ладья · g2 белая пешка · h2 белая пешка · c1 белая ладья · h1 белый король | e8 чёрная ладья · g8 чёрный король · h8 чёрный слон · a7 чёрная пешка · b7 чёрный слон · e7 чёрная ладья · f7 чёрная пешка · h7 чёрная пешка · b6 чёрная пешка · c6 чёрный ферзь · g6 чёрная пешка · h6 белый слон · a5 чёрный конь · f5 белая пешка · c4 чёрная пешка · d4 белая пешка · e4 белый конь · f4 белый ферзь · c3 белая пешка · a2 белая пешка · c2 белый слон · f2 белая ладья · g2 белая пешка · h2 белая пешка · c1 белая ладья · h1 белый король | e8 чёрная ладья · g8 чёрный король · h8 чёрный слон · a7 чёрная пешка · b7 чёрный слон · e7 чёрная ладья · f7 чёрная пешка · h7 чёрная пешка · b6 чёрная пешка · c6 чёрный ферзь · g6 чёрная пешка · h6 белый слон · a5 чёрный конь · f5 белая пешка · c4 чёрная пешка · d4 белая пешка · e4 белый конь · f4 белый ферзь · c3 белая пешка · a2 белая пешка · c2 белый слон · f2 белая ладья · g2 белая пешка · h2 белая пешка · c1 белая ладья · h1 белый король | e8 чёрная ладья · g8 чёрный король · h8 чёрный слон · a7 чёрная пешка · b7 чёрный слон · e7 чёрная ладья · f7 чёрная пешка · h7 чёрная пешка · b6 чёрная пешка · c6 чёрный ферзь · g6 чёрная пешка · h6 белый слон · a5 чёрный конь · f5 белая пешка · c4 чёрная пешка · d4 белая пешка · e4 белый конь · f4 белый ферзь · c3 белая пешка · a2 белая пешка · c2 белый слон · f2 белая ладья · g2 белая пешка · h2 белая пешка · c1 белая ладья · h1 белый король | e8 чёрная ладья · g8 чёрный король · h8 чёрный слон · a7 чёрная пешка · b7 чёрный слон · e7 чёрная ладья · f7 чёрная пешка · h7 чёрная пешка · b6 чёрная пешка · c6 чёрный ферзь · g6 чёрная пешка · h6 белый слон · a5 чёрный конь · f5 белая пешка · c4 чёрная пешка · d4 белая пешка · e4 белый конь · f4 белый ферзь · c3 белая пешка · a2 белая пешка · c2 белый слон · f2 белая ладья · g2 белая пешка · h2 белая пешка · c1 белая ладья · h1 белый король | e8 чёрная ладья · g8 чёрный король · h8 чёрный слон · a7 чёрная пешка · b7 чёрный слон · e7 чёрная ладья · f7 чёрная пешка · h7 чёрная пешка · b6 чёрная пешка · c6 чёрный ферзь · g6 чёрная пешка · h6 белый слон · a5 чёрный конь · f5 белая пешка · c4 чёрная пешка · d4 белая пешка · e4 белый конь · f4 белый ферзь · c3 белая пешка · a2 белая пешка · c2 белый слон · f2 белая ладья · g2 белая пешка · h2 белая пешка · c1 белая ладья · h1 белый король | e8 чёрная ладья · g8 чёрный король · h8 чёрный слон · a7 чёрная пешка · b7 чёрный слон · e7 чёрная ладья · f7 чёрная пешка · h7 чёрная пешка · b6 чёрная пешка · c6 чёрный ферзь · g6 чёрная пешка · h6 белый слон · a5 чёрный конь · f5 белая пешка · c4 чёрная пешка · d4 белая пешка · e4 белый конь · f4 белый ферзь · c3 белая пешка · a2 белая пешка · c2 белый слон · f2 белая ладья · g2 белая пешка · h2 белая пешка · c1 белая ладья · h1 белый король | e8 чёрная ладья · g8 чёрный король · h8 чёрный слон · a7 чёрная пешка · b7 чёрный слон · e7 чёрная ладья · f7 чёрная пешка · h7 чёрная пешка · b6 чёрная пешка · c6 чёрный ферзь · g6 чёрная пешка · h6 белый слон · a5 чёрный конь · f5 белая пешка · c4 чёрная пешка · d4 белая пешка · e4 белый конь · f4 белый ферзь · c3 белая пешка · a2 белая пешка · c2 белый слон · f2 белая ладья · g2 белая пешка · h2 белая пешка · c1 белая ладья · h1 белый король | 7 |
| 6 | e8 чёрная ладья · g8 чёрный король · h8 чёрный слон · a7 чёрная пешка · b7 чёрный слон · e7 чёрная ладья · f7 чёрная пешка · h7 чёрная пешка · b6 чёрная пешка · c6 чёрный ферзь · g6 чёрная пешка · h6 белый слон · a5 чёрный конь · f5 белая пешка · c4 чёрная пешка · d4 белая пешка · e4 белый конь · f4 белый ферзь · c3 белая пешка · a2 белая пешка · c2 белый слон · f2 белая ладья · g2 белая пешка · h2 белая пешка · c1 белая ладья · h1 белый король | e8 чёрная ладья · g8 чёрный король · h8 чёрный слон · a7 чёрная пешка · b7 чёрный слон · e7 чёрная ладья · f7 чёрная пешка · h7 чёрная пешка · b6 чёрная пешка · c6 чёрный ферзь · g6 чёрная пешка · h6 белый слон · a5 чёрный конь · f5 белая пешка · c4 чёрная пешка · d4 белая пешка · e4 белый конь · f4 белый ферзь · c3 белая пешка · a2 белая пешка · c2 белый слон · f2 белая ладья · g2 белая пешка · h2 белая пешка · c1 белая ладья · h1 белый король | e8 чёрная ладья · g8 чёрный король · h8 чёрный слон · a7 чёрная пешка · b7 чёрный слон · e7 чёрная ладья · f7 чёрная пешка · h7 чёрная пешка · b6 чёрная пешка · c6 чёрный ферзь · g6 чёрная пешка · h6 белый слон · a5 чёрный конь · f5 белая пешка · c4 чёрная пешка · d4 белая пешка · e4 белый конь · f4 белый ферзь · c3 белая пешка · a2 белая пешка · c2 белый слон · f2 белая ладья · g2 белая пешка · h2 белая пешка · c1 белая ладья · h1 белый король | e8 чёрная ладья · g8 чёрный король · h8 чёрный слон · a7 чёрная пешка · b7 чёрный слон · e7 чёрная ладья · f7 чёрная пешка · h7 чёрная пешка · b6 чёрная пешка · c6 чёрный ферзь · g6 чёрная пешка · h6 белый слон · a5 чёрный конь · f5 белая пешка · c4 чёрная пешка · d4 белая пешка · e4 белый конь · f4 белый ферзь · c3 белая пешка · a2 белая пешка · c2 белый слон · f2 белая ладья · g2 белая пешка · h2 белая пешка · c1 белая ладья · h1 белый король | e8 чёрная ладья · g8 чёрный король · h8 чёрный слон · a7 чёрная пешка · b7 чёрный слон · e7 чёрная ладья · f7 чёрная пешка · h7 чёрная пешка · b6 чёрная пешка · c6 чёрный ферзь · g6 чёрная пешка · h6 белый слон · a5 чёрный конь · f5 белая пешка · c4 чёрная пешка · d4 белая пешка · e4 белый конь · f4 белый ферзь · c3 белая пешка · a2 белая пешка · c2 белый слон · f2 белая ладья · g2 белая пешка · h2 белая пешка · c1 белая ладья · h1 белый король | e8 чёрная ладья · g8 чёрный король · h8 чёрный слон · a7 чёрная пешка · b7 чёрный слон · e7 чёрная ладья · f7 чёрная пешка · h7 чёрная пешка · b6 чёрная пешка · c6 чёрный ферзь · g6 чёрная пешка · h6 белый слон · a5 чёрный конь · f5 белая пешка · c4 чёрная пешка · d4 белая пешка · e4 белый конь · f4 белый ферзь · c3 белая пешка · a2 белая пешка · c2 белый слон · f2 белая ладья · g2 белая пешка · h2 белая пешка · c1 белая ладья · h1 белый король | e8 чёрная ладья · g8 чёрный король · h8 чёрный слон · a7 чёрная пешка · b7 чёрный слон · e7 чёрная ладья · f7 чёрная пешка · h7 чёрная пешка · b6 чёрная пешка · c6 чёрный ферзь · g6 чёрная пешка · h6 белый слон · a5 чёрный конь · f5 белая пешка · c4 чёрная пешка · d4 белая пешка · e4 белый конь · f4 белый ферзь · c3 белая пешка · a2 белая пешка · c2 белый слон · f2 белая ладья · g2 белая пешка · h2 белая пешка · c1 белая ладья · h1 белый король | e8 чёрная ладья · g8 чёрный король · h8 чёрный слон · a7 чёрная пешка · b7 чёрный слон · e7 чёрная ладья · f7 чёрная пешка · h7 чёрная пешка · b6 чёрная пешка · c6 чёрный ферзь · g6 чёрная пешка · h6 белый слон · a5 чёрный конь · f5 белая пешка · c4 чёрная пешка · d4 белая пешка · e4 белый конь · f4 белый ферзь · c3 белая пешка · a2 белая пешка · c2 белый слон · f2 белая ладья · g2 белая пешка · h2 белая пешка · c1 белая ладья · h1 белый король | 6 |
| 5 | e8 чёрная ладья · g8 чёрный король · h8 чёрный слон · a7 чёрная пешка · b7 чёрный слон · e7 чёрная ладья · f7 чёрная пешка · h7 чёрная пешка · b6 чёрная пешка · c6 чёрный ферзь · g6 чёрная пешка · h6 белый слон · a5 чёрный конь · f5 белая пешка · c4 чёрная пешка · d4 белая пешка · e4 белый конь · f4 белый ферзь · c3 белая пешка · a2 белая пешка · c2 белый слон · f2 белая ладья · g2 белая пешка · h2 белая пешка · c1 белая ладья · h1 белый король | e8 чёрная ладья · g8 чёрный король · h8 чёрный слон · a7 чёрная пешка · b7 чёрный слон · e7 чёрная ладья · f7 чёрная пешка · h7 чёрная пешка · b6 чёрная пешка · c6 чёрный ферзь · g6 чёрная пешка · h6 белый слон · a5 чёрный конь · f5 белая пешка · c4 чёрная пешка · d4 белая пешка · e4 белый конь · f4 белый ферзь · c3 белая пешка · a2 белая пешка · c2 белый слон · f2 белая ладья · g2 белая пешка · h2 белая пешка · c1 белая ладья · h1 белый король | e8 чёрная ладья · g8 чёрный король · h8 чёрный слон · a7 чёрная пешка · b7 чёрный слон · e7 чёрная ладья · f7 чёрная пешка · h7 чёрная пешка · b6 чёрная пешка · c6 чёрный ферзь · g6 чёрная пешка · h6 белый слон · a5 чёрный конь · f5 белая пешка · c4 чёрная пешка · d4 белая пешка · e4 белый конь · f4 белый ферзь · c3 белая пешка · a2 белая пешка · c2 белый слон · f2 белая ладья · g2 белая пешка · h2 белая пешка · c1 белая ладья · h1 белый король | e8 чёрная ладья · g8 чёрный король · h8 чёрный слон · a7 чёрная пешка · b7 чёрный слон · e7 чёрная ладья · f7 чёрная пешка · h7 чёрная пешка · b6 чёрная пешка · c6 чёрный ферзь · g6 чёрная пешка · h6 белый слон · a5 чёрный конь · f5 белая пешка · c4 чёрная пешка · d4 белая пешка · e4 белый конь · f4 белый ферзь · c3 белая пешка · a2 белая пешка · c2 белый слон · f2 белая ладья · g2 белая пешка · h2 белая пешка · c1 белая ладья · h1 белый король | e8 чёрная ладья · g8 чёрный король · h8 чёрный слон · a7 чёрная пешка · b7 чёрный слон · e7 чёрная ладья · f7 чёрная пешка · h7 чёрная пешка · b6 чёрная пешка · c6 чёрный ферзь · g6 чёрная пешка · h6 белый слон · a5 чёрный конь · f5 белая пешка · c4 чёрная пешка · d4 белая пешка · e4 белый конь · f4 белый ферзь · c3 белая пешка · a2 белая пешка · c2 белый слон · f2 белая ладья · g2 белая пешка · h2 белая пешка · c1 белая ладья · h1 белый король | e8 чёрная ладья · g8 чёрный король · h8 чёрный слон · a7 чёрная пешка · b7 чёрный слон · e7 чёрная ладья · f7 чёрная пешка · h7 чёрная пешка · b6 чёрная пешка · c6 чёрный ферзь · g6 чёрная пешка · h6 белый слон · a5 чёрный конь · f5 белая пешка · c4 чёрная пешка · d4 белая пешка · e4 белый конь · f4 белый ферзь · c3 белая пешка · a2 белая пешка · c2 белый слон · f2 белая ладья · g2 белая пешка · h2 белая пешка · c1 белая ладья · h1 белый король | e8 чёрная ладья · g8 чёрный король · h8 чёрный слон · a7 чёрная пешка · b7 чёрный слон · e7 чёрная ладья · f7 чёрная пешка · h7 чёрная пешка · b6 чёрная пешка · c6 чёрный ферзь · g6 чёрная пешка · h6 белый слон · a5 чёрный конь · f5 белая пешка · c4 чёрная пешка · d4 белая пешка · e4 белый конь · f4 белый ферзь · c3 белая пешка · a2 белая пешка · c2 белый слон · f2 белая ладья · g2 белая пешка · h2 белая пешка · c1 белая ладья · h1 белый король | e8 чёрная ладья · g8 чёрный король · h8 чёрный слон · a7 чёрная пешка · b7 чёрный слон · e7 чёрная ладья · f7 чёрная пешка · h7 чёрная пешка · b6 чёрная пешка · c6 чёрный ферзь · g6 чёрная пешка · h6 белый слон · a5 чёрный конь · f5 белая пешка · c4 чёрная пешка · d4 белая пешка · e4 белый конь · f4 белый ферзь · c3 белая пешка · a2 белая пешка · c2 белый слон · f2 белая ладья · g2 белая пешка · h2 белая пешка · c1 белая ладья · h1 белый король | 5 |
| 4 | e8 чёрная ладья · g8 чёрный король · h8 чёрный слон · a7 чёрная пешка · b7 чёрный слон · e7 чёрная ладья · f7 чёрная пешка · h7 чёрная пешка · b6 чёрная пешка · c6 чёрный ферзь · g6 чёрная пешка · h6 белый слон · a5 чёрный конь · f5 белая пешка · c4 чёрная пешка · d4 белая пешка · e4 белый конь · f4 белый ферзь · c3 белая пешка · a2 белая пешка · c2 белый слон · f2 белая ладья · g2 белая пешка · h2 белая пешка · c1 белая ладья · h1 белый король | e8 чёрная ладья · g8 чёрный король · h8 чёрный слон · a7 чёрная пешка · b7 чёрный слон · e7 чёрная ладья · f7 чёрная пешка · h7 чёрная пешка · b6 чёрная пешка · c6 чёрный ферзь · g6 чёрная пешка · h6 белый слон · a5 чёрный конь · f5 белая пешка · c4 чёрная пешка · d4 белая пешка · e4 белый конь · f4 белый ферзь · c3 белая пешка · a2 белая пешка · c2 белый слон · f2 белая ладья · g2 белая пешка · h2 белая пешка · c1 белая ладья · h1 белый король | e8 чёрная ладья · g8 чёрный король · h8 чёрный слон · a7 чёрная пешка · b7 чёрный слон · e7 чёрная ладья · f7 чёрная пешка · h7 чёрная пешка · b6 чёрная пешка · c6 чёрный ферзь · g6 чёрная пешка · h6 белый слон · a5 чёрный конь · f5 белая пешка · c4 чёрная пешка · d4 белая пешка · e4 белый конь · f4 белый ферзь · c3 белая пешка · a2 белая пешка · c2 белый слон · f2 белая ладья · g2 белая пешка · h2 белая пешка · c1 белая ладья · h1 белый король | e8 чёрная ладья · g8 чёрный король · h8 чёрный слон · a7 чёрная пешка · b7 чёрный слон · e7 чёрная ладья · f7 чёрная пешка · h7 чёрная пешка · b6 чёрная пешка · c6 чёрный ферзь · g6 чёрная пешка · h6 белый слон · a5 чёрный конь · f5 белая пешка · c4 чёрная пешка · d4 белая пешка · e4 белый конь · f4 белый ферзь · c3 белая пешка · a2 белая пешка · c2 белый слон · f2 белая ладья · g2 белая пешка · h2 белая пешка · c1 белая ладья · h1 белый король | e8 чёрная ладья · g8 чёрный король · h8 чёрный слон · a7 чёрная пешка · b7 чёрный слон · e7 чёрная ладья · f7 чёрная пешка · h7 чёрная пешка · b6 чёрная пешка · c6 чёрный ферзь · g6 чёрная пешка · h6 белый слон · a5 чёрный конь · f5 белая пешка · c4 чёрная пешка · d4 белая пешка · e4 белый конь · f4 белый ферзь · c3 белая пешка · a2 белая пешка · c2 белый слон · f2 белая ладья · g2 белая пешка · h2 белая пешка · c1 белая ладья · h1 белый король | e8 чёрная ладья · g8 чёрный король · h8 чёрный слон · a7 чёрная пешка · b7 чёрный слон · e7 чёрная ладья · f7 чёрная пешка · h7 чёрная пешка · b6 чёрная пешка · c6 чёрный ферзь · g6 чёрная пешка · h6 белый слон · a5 чёрный конь · f5 белая пешка · c4 чёрная пешка · d4 белая пешка · e4 белый конь · f4 белый ферзь · c3 белая пешка · a2 белая пешка · c2 белый слон · f2 белая ладья · g2 белая пешка · h2 белая пешка · c1 белая ладья · h1 белый король | e8 чёрная ладья · g8 чёрный король · h8 чёрный слон · a7 чёрная пешка · b7 чёрный слон · e7 чёрная ладья · f7 чёрная пешка · h7 чёрная пешка · b6 чёрная пешка · c6 чёрный ферзь · g6 чёрная пешка · h6 белый слон · a5 чёрный конь · f5 белая пешка · c4 чёрная пешка · d4 белая пешка · e4 белый конь · f4 белый ферзь · c3 белая пешка · a2 белая пешка · c2 белый слон · f2 белая ладья · g2 белая пешка · h2 белая пешка · c1 белая ладья · h1 белый король | e8 чёрная ладья · g8 чёрный король · h8 чёрный слон · a7 чёрная пешка · b7 чёрный слон · e7 чёрная ладья · f7 чёрная пешка · h7 чёрная пешка · b6 чёрная пешка · c6 чёрный ферзь · g6 чёрная пешка · h6 белый слон · a5 чёрный конь · f5 белая пешка · c4 чёрная пешка · d4 белая пешка · e4 белый конь · f4 белый ферзь · c3 белая пешка · a2 белая пешка · c2 белый слон · f2 белая ладья · g2 белая пешка · h2 белая пешка · c1 белая ладья · h1 белый король | 4 |
| 3 | e8 чёрная ладья · g8 чёрный король · h8 чёрный слон · a7 чёрная пешка · b7 чёрный слон · e7 чёрная ладья · f7 чёрная пешка · h7 чёрная пешка · b6 чёрная пешка · c6 чёрный ферзь · g6 чёрная пешка · h6 белый слон · a5 чёрный конь · f5 белая пешка · c4 чёрная пешка · d4 белая пешка · e4 белый конь · f4 белый ферзь · c3 белая пешка · a2 белая пешка · c2 белый слон · f2 белая ладья · g2 белая пешка · h2 белая пешка · c1 белая ладья · h1 белый король | e8 чёрная ладья · g8 чёрный король · h8 чёрный слон · a7 чёрная пешка · b7 чёрный слон · e7 чёрная ладья · f7 чёрная пешка · h7 чёрная пешка · b6 чёрная пешка · c6 чёрный ферзь · g6 чёрная пешка · h6 белый слон · a5 чёрный конь · f5 белая пешка · c4 чёрная пешка · d4 белая пешка · e4 белый конь · f4 белый ферзь · c3 белая пешка · a2 белая пешка · c2 белый слон · f2 белая ладья · g2 белая пешка · h2 белая пешка · c1 белая ладья · h1 белый король | e8 чёрная ладья · g8 чёрный король · h8 чёрный слон · a7 чёрная пешка · b7 чёрный слон · e7 чёрная ладья · f7 чёрная пешка · h7 чёрная пешка · b6 чёрная пешка · c6 чёрный ферзь · g6 чёрная пешка · h6 белый слон · a5 чёрный конь · f5 белая пешка · c4 чёрная пешка · d4 белая пешка · e4 белый конь · f4 белый ферзь · c3 белая пешка · a2 белая пешка · c2 белый слон · f2 белая ладья · g2 белая пешка · h2 белая пешка · c1 белая ладья · h1 белый король | e8 чёрная ладья · g8 чёрный король · h8 чёрный слон · a7 чёрная пешка · b7 чёрный слон · e7 чёрная ладья · f7 чёрная пешка · h7 чёрная пешка · b6 чёрная пешка · c6 чёрный ферзь · g6 чёрная пешка · h6 белый слон · a5 чёрный конь · f5 белая пешка · c4 чёрная пешка · d4 белая пешка · e4 белый конь · f4 белый ферзь · c3 белая пешка · a2 белая пешка · c2 белый слон · f2 белая ладья · g2 белая пешка · h2 белая пешка · c1 белая ладья · h1 белый король | e8 чёрная ладья · g8 чёрный король · h8 чёрный слон · a7 чёрная пешка · b7 чёрный слон · e7 чёрная ладья · f7 чёрная пешка · h7 чёрная пешка · b6 чёрная пешка · c6 чёрный ферзь · g6 чёрная пешка · h6 белый слон · a5 чёрный конь · f5 белая пешка · c4 чёрная пешка · d4 белая пешка · e4 белый конь · f4 белый ферзь · c3 белая пешка · a2 белая пешка · c2 белый слон · f2 белая ладья · g2 белая пешка · h2 белая пешка · c1 белая ладья · h1 белый король | e8 чёрная ладья · g8 чёрный король · h8 чёрный слон · a7 чёрная пешка · b7 чёрный слон · e7 чёрная ладья · f7 чёрная пешка · h7 чёрная пешка · b6 чёрная пешка · c6 чёрный ферзь · g6 чёрная пешка · h6 белый слон · a5 чёрный конь · f5 белая пешка · c4 чёрная пешка · d4 белая пешка · e4 белый конь · f4 белый ферзь · c3 белая пешка · a2 белая пешка · c2 белый слон · f2 белая ладья · g2 белая пешка · h2 белая пешка · c1 белая ладья · h1 белый король | e8 чёрная ладья · g8 чёрный король · h8 чёрный слон · a7 чёрная пешка · b7 чёрный слон · e7 чёрная ладья · f7 чёрная пешка · h7 чёрная пешка · b6 чёрная пешка · c6 чёрный ферзь · g6 чёрная пешка · h6 белый слон · a5 чёрный конь · f5 белая пешка · c4 чёрная пешка · d4 белая пешка · e4 белый конь · f4 белый ферзь · c3 белая пешка · a2 белая пешка · c2 белый слон · f2 белая ладья · g2 белая пешка · h2 белая пешка · c1 белая ладья · h1 белый король | e8 чёрная ладья · g8 чёрный король · h8 чёрный слон · a7 чёрная пешка · b7 чёрный слон · e7 чёрная ладья · f7 чёрная пешка · h7 чёрная пешка · b6 чёрная пешка · c6 чёрный ферзь · g6 чёрная пешка · h6 белый слон · a5 чёрный конь · f5 белая пешка · c4 чёрная пешка · d4 белая пешка · e4 белый конь · f4 белый ферзь · c3 белая пешка · a2 белая пешка · c2 белый слон · f2 белая ладья · g2 белая пешка · h2 белая пешка · c1 белая ладья · h1 белый король | 3 |
| 2 | e8 чёрная ладья · g8 чёрный король · h8 чёрный слон · a7 чёрная пешка · b7 чёрный слон · e7 чёрная ладья · f7 чёрная пешка · h7 чёрная пешка · b6 чёрная пешка · c6 чёрный ферзь · g6 чёрная пешка · h6 белый слон · a5 чёрный конь · f5 белая пешка · c4 чёрная пешка · d4 белая пешка · e4 белый конь · f4 белый ферзь · c3 белая пешка · a2 белая пешка · c2 белый слон · f2 белая ладья · g2 белая пешка · h2 белая пешка · c1 белая ладья · h1 белый король | e8 чёрная ладья · g8 чёрный король · h8 чёрный слон · a7 чёрная пешка · b7 чёрный слон · e7 чёрная ладья · f7 чёрная пешка · h7 чёрная пешка · b6 чёрная пешка · c6 чёрный ферзь · g6 чёрная пешка · h6 белый слон · a5 чёрный конь · f5 белая пешка · c4 чёрная пешка · d4 белая пешка · e4 белый конь · f4 белый ферзь · c3 белая пешка · a2 белая пешка · c2 белый слон · f2 белая ладья · g2 белая пешка · h2 белая пешка · c1 белая ладья · h1 белый король | e8 чёрная ладья · g8 чёрный король · h8 чёрный слон · a7 чёрная пешка · b7 чёрный слон · e7 чёрная ладья · f7 чёрная пешка · h7 чёрная пешка · b6 чёрная пешка · c6 чёрный ферзь · g6 чёрная пешка · h6 белый слон · a5 чёрный конь · f5 белая пешка · c4 чёрная пешка · d4 белая пешка · e4 белый конь · f4 белый ферзь · c3 белая пешка · a2 белая пешка · c2 белый слон · f2 белая ладья · g2 белая пешка · h2 белая пешка · c1 белая ладья · h1 белый король | e8 чёрная ладья · g8 чёрный король · h8 чёрный слон · a7 чёрная пешка · b7 чёрный слон · e7 чёрная ладья · f7 чёрная пешка · h7 чёрная пешка · b6 чёрная пешка · c6 чёрный ферзь · g6 чёрная пешка · h6 белый слон · a5 чёрный конь · f5 белая пешка · c4 чёрная пешка · d4 белая пешка · e4 белый конь · f4 белый ферзь · c3 белая пешка · a2 белая пешка · c2 белый слон · f2 белая ладья · g2 белая пешка · h2 белая пешка · c1 белая ладья · h1 белый король | e8 чёрная ладья · g8 чёрный король · h8 чёрный слон · a7 чёрная пешка · b7 чёрный слон · e7 чёрная ладья · f7 чёрная пешка · h7 чёрная пешка · b6 чёрная пешка · c6 чёрный ферзь · g6 чёрная пешка · h6 белый слон · a5 чёрный конь · f5 белая пешка · c4 чёрная пешка · d4 белая пешка · e4 белый конь · f4 белый ферзь · c3 белая пешка · a2 белая пешка · c2 белый слон · f2 белая ладья · g2 белая пешка · h2 белая пешка · c1 белая ладья · h1 белый король | e8 чёрная ладья · g8 чёрный король · h8 чёрный слон · a7 чёрная пешка · b7 чёрный слон · e7 чёрная ладья · f7 чёрная пешка · h7 чёрная пешка · b6 чёрная пешка · c6 чёрный ферзь · g6 чёрная пешка · h6 белый слон · a5 чёрный конь · f5 белая пешка · c4 чёрная пешка · d4 белая пешка · e4 белый конь · f4 белый ферзь · c3 белая пешка · a2 белая пешка · c2 белый слон · f2 белая ладья · g2 белая пешка · h2 белая пешка · c1 белая ладья · h1 белый король | e8 чёрная ладья · g8 чёрный король · h8 чёрный слон · a7 чёрная пешка · b7 чёрный слон · e7 чёрная ладья · f7 чёрная пешка · h7 чёрная пешка · b6 чёрная пешка · c6 чёрный ферзь · g6 чёрная пешка · h6 белый слон · a5 чёрный конь · f5 белая пешка · c4 чёрная пешка · d4 белая пешка · e4 белый конь · f4 белый ферзь · c3 белая пешка · a2 белая пешка · c2 белый слон · f2 белая ладья · g2 белая пешка · h2 белая пешка · c1 белая ладья · h1 белый король | e8 чёрная ладья · g8 чёрный король · h8 чёрный слон · a7 чёрная пешка · b7 чёрный слон · e7 чёрная ладья · f7 чёрная пешка · h7 чёрная пешка · b6 чёрная пешка · c6 чёрный ферзь · g6 чёрная пешка · h6 белый слон · a5 чёрный конь · f5 белая пешка · c4 чёрная пешка · d4 белая пешка · e4 белый конь · f4 белый ферзь · c3 белая пешка · a2 белая пешка · c2 белый слон · f2 белая ладья · g2 белая пешка · h2 белая пешка · c1 белая ладья · h1 белый король | 2 |
| 1 | e8 чёрная ладья · g8 чёрный король · h8 чёрный слон · a7 чёрная пешка · b7 чёрный слон · e7 чёрная ладья · f7 чёрная пешка · h7 чёрная пешка · b6 чёрная пешка · c6 чёрный ферзь · g6 чёрная пешка · h6 белый слон · a5 чёрный конь · f5 белая пешка · c4 чёрная пешка · d4 белая пешка · e4 белый конь · f4 белый ферзь · c3 белая пешка · a2 белая пешка · c2 белый слон · f2 белая ладья · g2 белая пешка · h2 белая пешка · c1 белая ладья · h1 белый король | e8 чёрная ладья · g8 чёрный король · h8 чёрный слон · a7 чёрная пешка · b7 чёрный слон · e7 чёрная ладья · f7 чёрная пешка · h7 чёрная пешка · b6 чёрная пешка · c6 чёрный ферзь · g6 чёрная пешка · h6 белый слон · a5 чёрный конь · f5 белая пешка · c4 чёрная пешка · d4 белая пешка · e4 белый конь · f4 белый ферзь · c3 белая пешка · a2 белая пешка · c2 белый слон · f2 белая ладья · g2 белая пешка · h2 белая пешка · c1 белая ладья · h1 белый король | e8 чёрная ладья · g8 чёрный король · h8 чёрный слон · a7 чёрная пешка · b7 чёрный слон · e7 чёрная ладья · f7 чёрная пешка · h7 чёрная пешка · b6 чёрная пешка · c6 чёрный ферзь · g6 чёрная пешка · h6 белый слон · a5 чёрный конь · f5 белая пешка · c4 чёрная пешка · d4 белая пешка · e4 белый конь · f4 белый ферзь · c3 белая пешка · a2 белая пешка · c2 белый слон · f2 белая ладья · g2 белая пешка · h2 белая пешка · c1 белая ладья · h1 белый король | e8 чёрная ладья · g8 чёрный король · h8 чёрный слон · a7 чёрная пешка · b7 чёрный слон · e7 чёрная ладья · f7 чёрная пешка · h7 чёрная пешка · b6 чёрная пешка · c6 чёрный ферзь · g6 чёрная пешка · h6 белый слон · a5 чёрный конь · f5 белая пешка · c4 чёрная пешка · d4 белая пешка · e4 белый конь · f4 белый ферзь · c3 белая пешка · a2 белая пешка · c2 белый слон · f2 белая ладья · g2 белая пешка · h2 белая пешка · c1 белая ладья · h1 белый король | e8 чёрная ладья · g8 чёрный король · h8 чёрный слон · a7 чёрная пешка · b7 чёрный слон · e7 чёрная ладья · f7 чёрная пешка · h7 чёрная пешка · b6 чёрная пешка · c6 чёрный ферзь · g6 чёрная пешка · h6 белый слон · a5 чёрный конь · f5 белая пешка · c4 чёрная пешка · d4 белая пешка · e4 белый конь · f4 белый ферзь · c3 белая пешка · a2 белая пешка · c2 белый слон · f2 белая ладья · g2 белая пешка · h2 белая пешка · c1 белая ладья · h1 белый король | e8 чёрная ладья · g8 чёрный король · h8 чёрный слон · a7 чёрная пешка · b7 чёрный слон · e7 чёрная ладья · f7 чёрная пешка · h7 чёрная пешка · b6 чёрная пешка · c6 чёрный ферзь · g6 чёрная пешка · h6 белый слон · a5 чёрный конь · f5 белая пешка · c4 чёрная пешка · d4 белая пешка · e4 белый конь · f4 белый ферзь · c3 белая пешка · a2 белая пешка · c2 белый слон · f2 белая ладья · g2 белая пешка · h2 белая пешка · c1 белая ладья · h1 белый король | e8 чёрная ладья · g8 чёрный король · h8 чёрный слон · a7 чёрная пешка · b7 чёрный слон · e7 чёрная ладья · f7 чёрная пешка · h7 чёрная пешка · b6 чёрная пешка · c6 чёрный ферзь · g6 чёрная пешка · h6 белый слон · a5 чёрный конь · f5 белая пешка · c4 чёрная пешка · d4 белая пешка · e4 белый конь · f4 белый ферзь · c3 белая пешка · a2 белая пешка · c2 белый слон · f2 белая ладья · g2 белая пешка · h2 белая пешка · c1 белая ладья · h1 белый король | e8 чёрная ладья · g8 чёрный король · h8 чёрный слон · a7 чёрная пешка · b7 чёрный слон · e7 чёрная ладья · f7 чёрная пешка · h7 чёрная пешка · b6 чёрная пешка · c6 чёрный ферзь · g6 чёрная пешка · h6 белый слон · a5 чёрный конь · f5 белая пешка · c4 чёрная пешка · d4 белая пешка · e4 белый конь · f4 белый ферзь · c3 белая пешка · a2 белая пешка · c2 белый слон · f2 белая ладья · g2 белая пешка · h2 белая пешка · c1 белая ладья · h1 белый король | 1 |
|   | a | b | c | d | e | f | g | h |   |

Белые проводят атаку, не считаясь с жертвами. Они отдают коня, а следующие несколько ходов под ударом находится ферзь, которого нельзя брать из-за матовых угроз.  24.Лcf1! Л:e4 25.fg!! Сейчас ферзя нельзя взять из-за 26.ghX 25…f6 26.Фg5! Фd7 27.Крg1! (профилактика) 27…Сg7 28.Л:f6! Лg4. Взятие ладьи также вело к проигрышу. 29.gh+ Крh8 30.С:g7+ Ф:g7 31.Ф:g4! Чёрные сдались.
Претендентский цикл 1961—1963 годов начался 28-м чемпионатом СССР (зима 1961 года). Значительную часть турнира Геллер лидировал вместе с Петросяном, но поражения от Штейна в 13-м туре и Фурмана в 17-м не позволили ему бороться за первое место. В последних двух турах Геллер набрал полтора очка и зацепился за 3—4 места (вместе со Штейном):48. В сентябре на крупном турнире в Бледе Геллер занял шестое место с 11½ очками из 19 и нехарактерными для себя 11 ничьими (победил Таль). В начале 1962 года в Стокгольме состоялся межзональный турнир. Для выхода в турнир претендентов требовалось занять одно из первых шести мест и одновременно — не ниже третьего среди советских шахматистов (по условиям ФИДЕ в турнире претендентов могли играть не более пяти шахматистов из СССР, двое из которых, Таль и Керес, это право уже получили). Несмотря на поражение на старте от аутсайдера Куэльяра, Геллер уверенно разделил 2—3 места с Петросяном (первым с отрывом сразу в 2½ очка стал Фишер). Турнир претендентов на Кюрасао (май—июнь 1962) Геллер прошёл в группе лидеров. После второго круга он делил первое место с Петросяном, после третьего они на пол-очка отставали от Кереса. В четвёртом круге Геллер проиграл Фишеру партию, в которой стоял на выигрыш, и в итоге Петросян опередил его и Кереса на пол-очка. Согласно правилам, игрок, занявший второе место в турнире претендентов, к участию в следующем соревновании претендентов допускался без отбора. Геллер и Керес провели матч за второе место, в котором победил Керес:52—53.

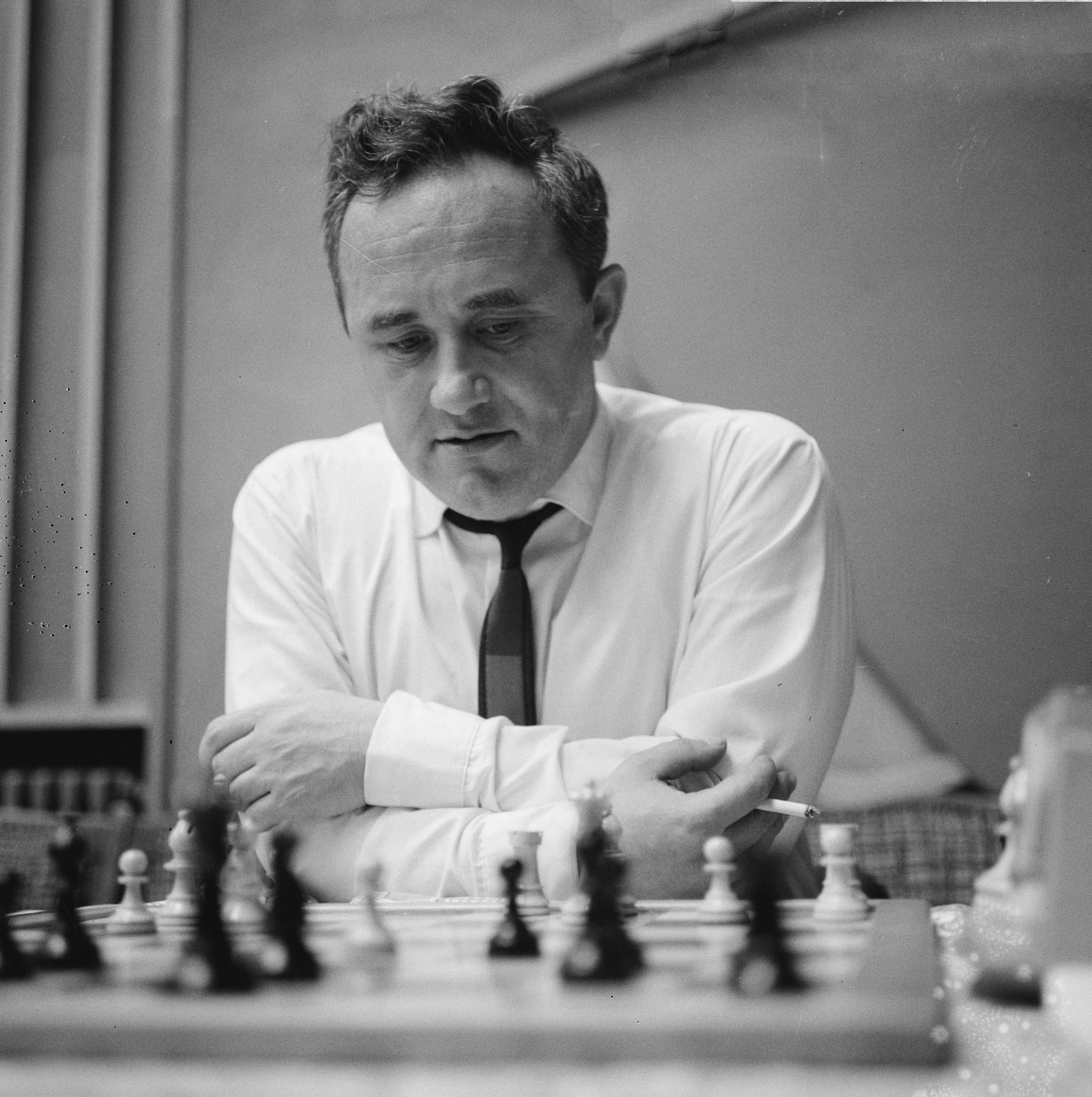
1965 год

Геллеру пришлось участвовать в следующем цикле чемпионата мира с 31-го чемпионата СССР:57. В зональный турнир напрямую выходили первые шесть призёров. Рекордные 12 ничьих и поражение от Полугаевского перед последним туром оставляли Геллера на 6—8 местах, но благодаря выигрышу у Бондаревского Геллер поднялся на 4—6 места (сразу после разделивших первое место Спасского, Холмова и Штейна). В зональном турнире семеро советских гроссмейстеров играли в два круга. Геллер проиграл две первых партии, провалил финиш и в итоге оказался последним. Он пропустил очередной чемпионат страны, но поехал в качестве тренера на победную для СССР олимпиаду в Тель-Авиве и по её окончании получил звание заслуженного тренера СССР:58. В начале 1965 года Геллер разделил первое место с Лайошем Портишем в голландском Бевервейке. Тем временем Ботвинник, получивший право участия в матчах претендентов на правах экс-чемпиона мира, отказался от него, и его место было передано Геллеру благодаря высокому месту, занятому в предыдущем турнире претендентов на Кюрасао:337. В четвертьфинале Геллер играл со Смысловым и набрал необходимые 5½ уже после восьмой партии: первая, третья и пятая партия, в которых Геллер играл белыми, закончились его победой. Однако полуфинал против Спасского с тем же счётом выиграл уже противник одесского шахматиста.
В течение 1966 года Геллер выиграл турнир в Кисловодске с участием ряда гроссмейстеров, в том числе Таля, Штейна, Холмова и Тайманова, и занял третье место в Праге. Чемпионат СССР 1966—1967 годов Геллер закончил на втором месте. Уже в четвёртом туре он выиграл у будущего чемпиона Штейна, а после шестнадцатого тура возглавил таблицу. Но оставшиеся партии Геллер свёл вничью и позволил Штейну финишировать с отрывом в пол-очка. До очередного межзонального турнира Геллер разделил с Ларсеном 3—4 места в Монте-Карло (выиграл Фишер), неудачно сыграл международный турнир в Москве (первое место занял Штейн) и разделил 2—3 места в Скопье, причём во втором туре победил будущего первого призёра Фишера. На межзональном турнире, который проходил в Сусе (Тунис), Геллер с единственным поражением от Решевского в пятом туре занял 2—4 места. С отрывом в полтора очка турнир выиграл Ларсен, Фишер же из-за недовольства расписанием выбыл из соревнования, лидируя после 10 тура. В четвертьфинальном матче претендентов соперником Геллера снова стал Борис Спасский. Он выиграл подряд три чётных партии белыми (при этом в четвёртой партии матча Геллер упустил выигрыш:200—204>), окончательный счёт снова был 5½ : 2½. В том цикле Спасский дошёл до матча за титул против Петросяна, выиграл его и стал новым чемпионом мира. При этом перед матчем Геллер вошёл в тренерский штаб Спасского вместе с Крогиусом и Игорем Бондаревским:78.
А в начале 1969 года Геллер принял участие в традиционном Хооговенс-турнире в Голландия. Уже в первом туре Геллер обыграл одного из фаворитов Портиша и в итоге поделил первое место с Ботвинником. Из-за работы со Спасским Геллер пропустил полуфинал чемпионата страны и был включён в финал в последний момент. В финале он играл неровно, но тем не менее разделил выводящие 3—5 места, набрав всего на пол-очка меньше, чем Полугаевский и Петросян:79. В конце года Геллер сыграл турнир в Белграде, где не попал в число призёров, отстав на пол-очка от первой четвёрки.
|   | a | b | c | d | e | f | g | h |   |
| - | --- | --- | --- | --- | --- | --- | --- | --- | - |
| 8 | d8 чёрная ладья · f8 чёрная ладья · h8 чёрный король · a7 чёрная пешка · b7 чёрный ферзь · e7 чёрный слон · f7 белая пешка · g7 чёрная пешка · h7 чёрная пешка · c6 чёрный слон · d6 чёрная пешка · f5 белая ладья · d4 белый слон · e4 чёрный конь · f4 белый ферзь · a3 белая пешка · b3 белый слон · c3 чёрная пешка · b2 белая пешка · c2 белая пешка · g2 белая пешка · h2 белая пешка · b1 белый король · d1 белая ладья | d8 чёрная ладья · f8 чёрная ладья · h8 чёрный король · a7 чёрная пешка · b7 чёрный ферзь · e7 чёрный слон · f7 белая пешка · g7 чёрная пешка · h7 чёрная пешка · c6 чёрный слон · d6 чёрная пешка · f5 белая ладья · d4 белый слон · e4 чёрный конь · f4 белый ферзь · a3 белая пешка · b3 белый слон · c3 чёрная пешка · b2 белая пешка · c2 белая пешка · g2 белая пешка · h2 белая пешка · b1 белый король · d1 белая ладья | d8 чёрная ладья · f8 чёрная ладья · h8 чёрный король · a7 чёрная пешка · b7 чёрный ферзь · e7 чёрный слон · f7 белая пешка · g7 чёрная пешка · h7 чёрная пешка · c6 чёрный слон · d6 чёрная пешка · f5 белая ладья · d4 белый слон · e4 чёрный конь · f4 белый ферзь · a3 белая пешка · b3 белый слон · c3 чёрная пешка · b2 белая пешка · c2 белая пешка · g2 белая пешка · h2 белая пешка · b1 белый король · d1 белая ладья | d8 чёрная ладья · f8 чёрная ладья · h8 чёрный король · a7 чёрная пешка · b7 чёрный ферзь · e7 чёрный слон · f7 белая пешка · g7 чёрная пешка · h7 чёрная пешка · c6 чёрный слон · d6 чёрная пешка · f5 белая ладья · d4 белый слон · e4 чёрный конь · f4 белый ферзь · a3 белая пешка · b3 белый слон · c3 чёрная пешка · b2 белая пешка · c2 белая пешка · g2 белая пешка · h2 белая пешка · b1 белый король · d1 белая ладья | d8 чёрная ладья · f8 чёрная ладья · h8 чёрный король · a7 чёрная пешка · b7 чёрный ферзь · e7 чёрный слон · f7 белая пешка · g7 чёрная пешка · h7 чёрная пешка · c6 чёрный слон · d6 чёрная пешка · f5 белая ладья · d4 белый слон · e4 чёрный конь · f4 белый ферзь · a3 белая пешка · b3 белый слон · c3 чёрная пешка · b2 белая пешка · c2 белая пешка · g2 белая пешка · h2 белая пешка · b1 белый король · d1 белая ладья | d8 чёрная ладья · f8 чёрная ладья · h8 чёрный король · a7 чёрная пешка · b7 чёрный ферзь · e7 чёрный слон · f7 белая пешка · g7 чёрная пешка · h7 чёрная пешка · c6 чёрный слон · d6 чёрная пешка · f5 белая ладья · d4 белый слон · e4 чёрный конь · f4 белый ферзь · a3 белая пешка · b3 белый слон · c3 чёрная пешка · b2 белая пешка · c2 белая пешка · g2 белая пешка · h2 белая пешка · b1 белый король · d1 белая ладья | d8 чёрная ладья · f8 чёрная ладья · h8 чёрный король · a7 чёрная пешка · b7 чёрный ферзь · e7 чёрный слон · f7 белая пешка · g7 чёрная пешка · h7 чёрная пешка · c6 чёрный слон · d6 чёрная пешка · f5 белая ладья · d4 белый слон · e4 чёрный конь · f4 белый ферзь · a3 белая пешка · b3 белый слон · c3 чёрная пешка · b2 белая пешка · c2 белая пешка · g2 белая пешка · h2 белая пешка · b1 белый король · d1 белая ладья | d8 чёрная ладья · f8 чёрная ладья · h8 чёрный король · a7 чёрная пешка · b7 чёрный ферзь · e7 чёрный слон · f7 белая пешка · g7 чёрная пешка · h7 чёрная пешка · c6 чёрный слон · d6 чёрная пешка · f5 белая ладья · d4 белый слон · e4 чёрный конь · f4 белый ферзь · a3 белая пешка · b3 белый слон · c3 чёрная пешка · b2 белая пешка · c2 белая пешка · g2 белая пешка · h2 белая пешка · b1 белый король · d1 белая ладья | 8 |
| 7 | d8 чёрная ладья · f8 чёрная ладья · h8 чёрный король · a7 чёрная пешка · b7 чёрный ферзь · e7 чёрный слон · f7 белая пешка · g7 чёрная пешка · h7 чёрная пешка · c6 чёрный слон · d6 чёрная пешка · f5 белая ладья · d4 белый слон · e4 чёрный конь · f4 белый ферзь · a3 белая пешка · b3 белый слон · c3 чёрная пешка · b2 белая пешка · c2 белая пешка · g2 белая пешка · h2 белая пешка · b1 белый король · d1 белая ладья | d8 чёрная ладья · f8 чёрная ладья · h8 чёрный король · a7 чёрная пешка · b7 чёрный ферзь · e7 чёрный слон · f7 белая пешка · g7 чёрная пешка · h7 чёрная пешка · c6 чёрный слон · d6 чёрная пешка · f5 белая ладья · d4 белый слон · e4 чёрный конь · f4 белый ферзь · a3 белая пешка · b3 белый слон · c3 чёрная пешка · b2 белая пешка · c2 белая пешка · g2 белая пешка · h2 белая пешка · b1 белый король · d1 белая ладья | d8 чёрная ладья · f8 чёрная ладья · h8 чёрный король · a7 чёрная пешка · b7 чёрный ферзь · e7 чёрный слон · f7 белая пешка · g7 чёрная пешка · h7 чёрная пешка · c6 чёрный слон · d6 чёрная пешка · f5 белая ладья · d4 белый слон · e4 чёрный конь · f4 белый ферзь · a3 белая пешка · b3 белый слон · c3 чёрная пешка · b2 белая пешка · c2 белая пешка · g2 белая пешка · h2 белая пешка · b1 белый король · d1 белая ладья | d8 чёрная ладья · f8 чёрная ладья · h8 чёрный король · a7 чёрная пешка · b7 чёрный ферзь · e7 чёрный слон · f7 белая пешка · g7 чёрная пешка · h7 чёрная пешка · c6 чёрный слон · d6 чёрная пешка · f5 белая ладья · d4 белый слон · e4 чёрный конь · f4 белый ферзь · a3 белая пешка · b3 белый слон · c3 чёрная пешка · b2 белая пешка · c2 белая пешка · g2 белая пешка · h2 белая пешка · b1 белый король · d1 белая ладья | d8 чёрная ладья · f8 чёрная ладья · h8 чёрный король · a7 чёрная пешка · b7 чёрный ферзь · e7 чёрный слон · f7 белая пешка · g7 чёрная пешка · h7 чёрная пешка · c6 чёрный слон · d6 чёрная пешка · f5 белая ладья · d4 белый слон · e4 чёрный конь · f4 белый ферзь · a3 белая пешка · b3 белый слон · c3 чёрная пешка · b2 белая пешка · c2 белая пешка · g2 белая пешка · h2 белая пешка · b1 белый король · d1 белая ладья | d8 чёрная ладья · f8 чёрная ладья · h8 чёрный король · a7 чёрная пешка · b7 чёрный ферзь · e7 чёрный слон · f7 белая пешка · g7 чёрная пешка · h7 чёрная пешка · c6 чёрный слон · d6 чёрная пешка · f5 белая ладья · d4 белый слон · e4 чёрный конь · f4 белый ферзь · a3 белая пешка · b3 белый слон · c3 чёрная пешка · b2 белая пешка · c2 белая пешка · g2 белая пешка · h2 белая пешка · b1 белый король · d1 белая ладья | d8 чёрная ладья · f8 чёрная ладья · h8 чёрный король · a7 чёрная пешка · b7 чёрный ферзь · e7 чёрный слон · f7 белая пешка · g7 чёрная пешка · h7 чёрная пешка · c6 чёрный слон · d6 чёрная пешка · f5 белая ладья · d4 белый слон · e4 чёрный конь · f4 белый ферзь · a3 белая пешка · b3 белый слон · c3 чёрная пешка · b2 белая пешка · c2 белая пешка · g2 белая пешка · h2 белая пешка · b1 белый король · d1 белая ладья | d8 чёрная ладья · f8 чёрная ладья · h8 чёрный король · a7 чёрная пешка · b7 чёрный ферзь · e7 чёрный слон · f7 белая пешка · g7 чёрная пешка · h7 чёрная пешка · c6 чёрный слон · d6 чёрная пешка · f5 белая ладья · d4 белый слон · e4 чёрный конь · f4 белый ферзь · a3 белая пешка · b3 белый слон · c3 чёрная пешка · b2 белая пешка · c2 белая пешка · g2 белая пешка · h2 белая пешка · b1 белый король · d1 белая ладья | 7 |
| 6 | d8 чёрная ладья · f8 чёрная ладья · h8 чёрный король · a7 чёрная пешка · b7 чёрный ферзь · e7 чёрный слон · f7 белая пешка · g7 чёрная пешка · h7 чёрная пешка · c6 чёрный слон · d6 чёрная пешка · f5 белая ладья · d4 белый слон · e4 чёрный конь · f4 белый ферзь · a3 белая пешка · b3 белый слон · c3 чёрная пешка · b2 белая пешка · c2 белая пешка · g2 белая пешка · h2 белая пешка · b1 белый король · d1 белая ладья | d8 чёрная ладья · f8 чёрная ладья · h8 чёрный король · a7 чёрная пешка · b7 чёрный ферзь · e7 чёрный слон · f7 белая пешка · g7 чёрная пешка · h7 чёрная пешка · c6 чёрный слон · d6 чёрная пешка · f5 белая ладья · d4 белый слон · e4 чёрный конь · f4 белый ферзь · a3 белая пешка · b3 белый слон · c3 чёрная пешка · b2 белая пешка · c2 белая пешка · g2 белая пешка · h2 белая пешка · b1 белый король · d1 белая ладья | d8 чёрная ладья · f8 чёрная ладья · h8 чёрный король · a7 чёрная пешка · b7 чёрный ферзь · e7 чёрный слон · f7 белая пешка · g7 чёрная пешка · h7 чёрная пешка · c6 чёрный слон · d6 чёрная пешка · f5 белая ладья · d4 белый слон · e4 чёрный конь · f4 белый ферзь · a3 белая пешка · b3 белый слон · c3 чёрная пешка · b2 белая пешка · c2 белая пешка · g2 белая пешка · h2 белая пешка · b1 белый король · d1 белая ладья | d8 чёрная ладья · f8 чёрная ладья · h8 чёрный король · a7 чёрная пешка · b7 чёрный ферзь · e7 чёрный слон · f7 белая пешка · g7 чёрная пешка · h7 чёрная пешка · c6 чёрный слон · d6 чёрная пешка · f5 белая ладья · d4 белый слон · e4 чёрный конь · f4 белый ферзь · a3 белая пешка · b3 белый слон · c3 чёрная пешка · b2 белая пешка · c2 белая пешка · g2 белая пешка · h2 белая пешка · b1 белый король · d1 белая ладья | d8 чёрная ладья · f8 чёрная ладья · h8 чёрный король · a7 чёрная пешка · b7 чёрный ферзь · e7 чёрный слон · f7 белая пешка · g7 чёрная пешка · h7 чёрная пешка · c6 чёрный слон · d6 чёрная пешка · f5 белая ладья · d4 белый слон · e4 чёрный конь · f4 белый ферзь · a3 белая пешка · b3 белый слон · c3 чёрная пешка · b2 белая пешка · c2 белая пешка · g2 белая пешка · h2 белая пешка · b1 белый король · d1 белая ладья | d8 чёрная ладья · f8 чёрная ладья · h8 чёрный король · a7 чёрная пешка · b7 чёрный ферзь · e7 чёрный слон · f7 белая пешка · g7 чёрная пешка · h7 чёрная пешка · c6 чёрный слон · d6 чёрная пешка · f5 белая ладья · d4 белый слон · e4 чёрный конь · f4 белый ферзь · a3 белая пешка · b3 белый слон · c3 чёрная пешка · b2 белая пешка · c2 белая пешка · g2 белая пешка · h2 белая пешка · b1 белый король · d1 белая ладья | d8 чёрная ладья · f8 чёрная ладья · h8 чёрный король · a7 чёрная пешка · b7 чёрный ферзь · e7 чёрный слон · f7 белая пешка · g7 чёрная пешка · h7 чёрная пешка · c6 чёрный слон · d6 чёрная пешка · f5 белая ладья · d4 белый слон · e4 чёрный конь · f4 белый ферзь · a3 белая пешка · b3 белый слон · c3 чёрная пешка · b2 белая пешка · c2 белая пешка · g2 белая пешка · h2 белая пешка · b1 белый король · d1 белая ладья | d8 чёрная ладья · f8 чёрная ладья · h8 чёрный король · a7 чёрная пешка · b7 чёрный ферзь · e7 чёрный слон · f7 белая пешка · g7 чёрная пешка · h7 чёрная пешка · c6 чёрный слон · d6 чёрная пешка · f5 белая ладья · d4 белый слон · e4 чёрный конь · f4 белый ферзь · a3 белая пешка · b3 белый слон · c3 чёрная пешка · b2 белая пешка · c2 белая пешка · g2 белая пешка · h2 белая пешка · b1 белый король · d1 белая ладья | 6 |
| 5 | d8 чёрная ладья · f8 чёрная ладья · h8 чёрный король · a7 чёрная пешка · b7 чёрный ферзь · e7 чёрный слон · f7 белая пешка · g7 чёрная пешка · h7 чёрная пешка · c6 чёрный слон · d6 чёрная пешка · f5 белая ладья · d4 белый слон · e4 чёрный конь · f4 белый ферзь · a3 белая пешка · b3 белый слон · c3 чёрная пешка · b2 белая пешка · c2 белая пешка · g2 белая пешка · h2 белая пешка · b1 белый король · d1 белая ладья | d8 чёрная ладья · f8 чёрная ладья · h8 чёрный король · a7 чёрная пешка · b7 чёрный ферзь · e7 чёрный слон · f7 белая пешка · g7 чёрная пешка · h7 чёрная пешка · c6 чёрный слон · d6 чёрная пешка · f5 белая ладья · d4 белый слон · e4 чёрный конь · f4 белый ферзь · a3 белая пешка · b3 белый слон · c3 чёрная пешка · b2 белая пешка · c2 белая пешка · g2 белая пешка · h2 белая пешка · b1 белый король · d1 белая ладья | d8 чёрная ладья · f8 чёрная ладья · h8 чёрный король · a7 чёрная пешка · b7 чёрный ферзь · e7 чёрный слон · f7 белая пешка · g7 чёрная пешка · h7 чёрная пешка · c6 чёрный слон · d6 чёрная пешка · f5 белая ладья · d4 белый слон · e4 чёрный конь · f4 белый ферзь · a3 белая пешка · b3 белый слон · c3 чёрная пешка · b2 белая пешка · c2 белая пешка · g2 белая пешка · h2 белая пешка · b1 белый король · d1 белая ладья | d8 чёрная ладья · f8 чёрная ладья · h8 чёрный король · a7 чёрная пешка · b7 чёрный ферзь · e7 чёрный слон · f7 белая пешка · g7 чёрная пешка · h7 чёрная пешка · c6 чёрный слон · d6 чёрная пешка · f5 белая ладья · d4 белый слон · e4 чёрный конь · f4 белый ферзь · a3 белая пешка · b3 белый слон · c3 чёрная пешка · b2 белая пешка · c2 белая пешка · g2 белая пешка · h2 белая пешка · b1 белый король · d1 белая ладья | d8 чёрная ладья · f8 чёрная ладья · h8 чёрный король · a7 чёрная пешка · b7 чёрный ферзь · e7 чёрный слон · f7 белая пешка · g7 чёрная пешка · h7 чёрная пешка · c6 чёрный слон · d6 чёрная пешка · f5 белая ладья · d4 белый слон · e4 чёрный конь · f4 белый ферзь · a3 белая пешка · b3 белый слон · c3 чёрная пешка · b2 белая пешка · c2 белая пешка · g2 белая пешка · h2 белая пешка · b1 белый король · d1 белая ладья | d8 чёрная ладья · f8 чёрная ладья · h8 чёрный король · a7 чёрная пешка · b7 чёрный ферзь · e7 чёрный слон · f7 белая пешка · g7 чёрная пешка · h7 чёрная пешка · c6 чёрный слон · d6 чёрная пешка · f5 белая ладья · d4 белый слон · e4 чёрный конь · f4 белый ферзь · a3 белая пешка · b3 белый слон · c3 чёрная пешка · b2 белая пешка · c2 белая пешка · g2 белая пешка · h2 белая пешка · b1 белый король · d1 белая ладья | d8 чёрная ладья · f8 чёрная ладья · h8 чёрный король · a7 чёрная пешка · b7 чёрный ферзь · e7 чёрный слон · f7 белая пешка · g7 чёрная пешка · h7 чёрная пешка · c6 чёрный слон · d6 чёрная пешка · f5 белая ладья · d4 белый слон · e4 чёрный конь · f4 белый ферзь · a3 белая пешка · b3 белый слон · c3 чёрная пешка · b2 белая пешка · c2 белая пешка · g2 белая пешка · h2 белая пешка · b1 белый король · d1 белая ладья | d8 чёрная ладья · f8 чёрная ладья · h8 чёрный король · a7 чёрная пешка · b7 чёрный ферзь · e7 чёрный слон · f7 белая пешка · g7 чёрная пешка · h7 чёрная пешка · c6 чёрный слон · d6 чёрная пешка · f5 белая ладья · d4 белый слон · e4 чёрный конь · f4 белый ферзь · a3 белая пешка · b3 белый слон · c3 чёрная пешка · b2 белая пешка · c2 белая пешка · g2 белая пешка · h2 белая пешка · b1 белый король · d1 белая ладья | 5 |
| 4 | d8 чёрная ладья · f8 чёрная ладья · h8 чёрный король · a7 чёрная пешка · b7 чёрный ферзь · e7 чёрный слон · f7 белая пешка · g7 чёрная пешка · h7 чёрная пешка · c6 чёрный слон · d6 чёрная пешка · f5 белая ладья · d4 белый слон · e4 чёрный конь · f4 белый ферзь · a3 белая пешка · b3 белый слон · c3 чёрная пешка · b2 белая пешка · c2 белая пешка · g2 белая пешка · h2 белая пешка · b1 белый король · d1 белая ладья | d8 чёрная ладья · f8 чёрная ладья · h8 чёрный король · a7 чёрная пешка · b7 чёрный ферзь · e7 чёрный слон · f7 белая пешка · g7 чёрная пешка · h7 чёрная пешка · c6 чёрный слон · d6 чёрная пешка · f5 белая ладья · d4 белый слон · e4 чёрный конь · f4 белый ферзь · a3 белая пешка · b3 белый слон · c3 чёрная пешка · b2 белая пешка · c2 белая пешка · g2 белая пешка · h2 белая пешка · b1 белый король · d1 белая ладья | d8 чёрная ладья · f8 чёрная ладья · h8 чёрный король · a7 чёрная пешка · b7 чёрный ферзь · e7 чёрный слон · f7 белая пешка · g7 чёрная пешка · h7 чёрная пешка · c6 чёрный слон · d6 чёрная пешка · f5 белая ладья · d4 белый слон · e4 чёрный конь · f4 белый ферзь · a3 белая пешка · b3 белый слон · c3 чёрная пешка · b2 белая пешка · c2 белая пешка · g2 белая пешка · h2 белая пешка · b1 белый король · d1 белая ладья | d8 чёрная ладья · f8 чёрная ладья · h8 чёрный король · a7 чёрная пешка · b7 чёрный ферзь · e7 чёрный слон · f7 белая пешка · g7 чёрная пешка · h7 чёрная пешка · c6 чёрный слон · d6 чёрная пешка · f5 белая ладья · d4 белый слон · e4 чёрный конь · f4 белый ферзь · a3 белая пешка · b3 белый слон · c3 чёрная пешка · b2 белая пешка · c2 белая пешка · g2 белая пешка · h2 белая пешка · b1 белый король · d1 белая ладья | d8 чёрная ладья · f8 чёрная ладья · h8 чёрный король · a7 чёрная пешка · b7 чёрный ферзь · e7 чёрный слон · f7 белая пешка · g7 чёрная пешка · h7 чёрная пешка · c6 чёрный слон · d6 чёрная пешка · f5 белая ладья · d4 белый слон · e4 чёрный конь · f4 белый ферзь · a3 белая пешка · b3 белый слон · c3 чёрная пешка · b2 белая пешка · c2 белая пешка · g2 белая пешка · h2 белая пешка · b1 белый король · d1 белая ладья | d8 чёрная ладья · f8 чёрная ладья · h8 чёрный король · a7 чёрная пешка · b7 чёрный ферзь · e7 чёрный слон · f7 белая пешка · g7 чёрная пешка · h7 чёрная пешка · c6 чёрный слон · d6 чёрная пешка · f5 белая ладья · d4 белый слон · e4 чёрный конь · f4 белый ферзь · a3 белая пешка · b3 белый слон · c3 чёрная пешка · b2 белая пешка · c2 белая пешка · g2 белая пешка · h2 белая пешка · b1 белый король · d1 белая ладья | d8 чёрная ладья · f8 чёрная ладья · h8 чёрный король · a7 чёрная пешка · b7 чёрный ферзь · e7 чёрный слон · f7 белая пешка · g7 чёрная пешка · h7 чёрная пешка · c6 чёрный слон · d6 чёрная пешка · f5 белая ладья · d4 белый слон · e4 чёрный конь · f4 белый ферзь · a3 белая пешка · b3 белый слон · c3 чёрная пешка · b2 белая пешка · c2 белая пешка · g2 белая пешка · h2 белая пешка · b1 белый король · d1 белая ладья | d8 чёрная ладья · f8 чёрная ладья · h8 чёрный король · a7 чёрная пешка · b7 чёрный ферзь · e7 чёрный слон · f7 белая пешка · g7 чёрная пешка · h7 чёрная пешка · c6 чёрный слон · d6 чёрная пешка · f5 белая ладья · d4 белый слон · e4 чёрный конь · f4 белый ферзь · a3 белая пешка · b3 белый слон · c3 чёрная пешка · b2 белая пешка · c2 белая пешка · g2 белая пешка · h2 белая пешка · b1 белый король · d1 белая ладья | 4 |
| 3 | d8 чёрная ладья · f8 чёрная ладья · h8 чёрный король · a7 чёрная пешка · b7 чёрный ферзь · e7 чёрный слон · f7 белая пешка · g7 чёрная пешка · h7 чёрная пешка · c6 чёрный слон · d6 чёрная пешка · f5 белая ладья · d4 белый слон · e4 чёрный конь · f4 белый ферзь · a3 белая пешка · b3 белый слон · c3 чёрная пешка · b2 белая пешка · c2 белая пешка · g2 белая пешка · h2 белая пешка · b1 белый король · d1 белая ладья | d8 чёрная ладья · f8 чёрная ладья · h8 чёрный король · a7 чёрная пешка · b7 чёрный ферзь · e7 чёрный слон · f7 белая пешка · g7 чёрная пешка · h7 чёрная пешка · c6 чёрный слон · d6 чёрная пешка · f5 белая ладья · d4 белый слон · e4 чёрный конь · f4 белый ферзь · a3 белая пешка · b3 белый слон · c3 чёрная пешка · b2 белая пешка · c2 белая пешка · g2 белая пешка · h2 белая пешка · b1 белый король · d1 белая ладья | d8 чёрная ладья · f8 чёрная ладья · h8 чёрный король · a7 чёрная пешка · b7 чёрный ферзь · e7 чёрный слон · f7 белая пешка · g7 чёрная пешка · h7 чёрная пешка · c6 чёрный слон · d6 чёрная пешка · f5 белая ладья · d4 белый слон · e4 чёрный конь · f4 белый ферзь · a3 белая пешка · b3 белый слон · c3 чёрная пешка · b2 белая пешка · c2 белая пешка · g2 белая пешка · h2 белая пешка · b1 белый король · d1 белая ладья | d8 чёрная ладья · f8 чёрная ладья · h8 чёрный король · a7 чёрная пешка · b7 чёрный ферзь · e7 чёрный слон · f7 белая пешка · g7 чёрная пешка · h7 чёрная пешка · c6 чёрный слон · d6 чёрная пешка · f5 белая ладья · d4 белый слон · e4 чёрный конь · f4 белый ферзь · a3 белая пешка · b3 белый слон · c3 чёрная пешка · b2 белая пешка · c2 белая пешка · g2 белая пешка · h2 белая пешка · b1 белый король · d1 белая ладья | d8 чёрная ладья · f8 чёрная ладья · h8 чёрный король · a7 чёрная пешка · b7 чёрный ферзь · e7 чёрный слон · f7 белая пешка · g7 чёрная пешка · h7 чёрная пешка · c6 чёрный слон · d6 чёрная пешка · f5 белая ладья · d4 белый слон · e4 чёрный конь · f4 белый ферзь · a3 белая пешка · b3 белый слон · c3 чёрная пешка · b2 белая пешка · c2 белая пешка · g2 белая пешка · h2 белая пешка · b1 белый король · d1 белая ладья | d8 чёрная ладья · f8 чёрная ладья · h8 чёрный король · a7 чёрная пешка · b7 чёрный ферзь · e7 чёрный слон · f7 белая пешка · g7 чёрная пешка · h7 чёрная пешка · c6 чёрный слон · d6 чёрная пешка · f5 белая ладья · d4 белый слон · e4 чёрный конь · f4 белый ферзь · a3 белая пешка · b3 белый слон · c3 чёрная пешка · b2 белая пешка · c2 белая пешка · g2 белая пешка · h2 белая пешка · b1 белый король · d1 белая ладья | d8 чёрная ладья · f8 чёрная ладья · h8 чёрный король · a7 чёрная пешка · b7 чёрный ферзь · e7 чёрный слон · f7 белая пешка · g7 чёрная пешка · h7 чёрная пешка · c6 чёрный слон · d6 чёрная пешка · f5 белая ладья · d4 белый слон · e4 чёрный конь · f4 белый ферзь · a3 белая пешка · b3 белый слон · c3 чёрная пешка · b2 белая пешка · c2 белая пешка · g2 белая пешка · h2 белая пешка · b1 белый король · d1 белая ладья | d8 чёрная ладья · f8 чёрная ладья · h8 чёрный король · a7 чёрная пешка · b7 чёрный ферзь · e7 чёрный слон · f7 белая пешка · g7 чёрная пешка · h7 чёрная пешка · c6 чёрный слон · d6 чёрная пешка · f5 белая ладья · d4 белый слон · e4 чёрный конь · f4 белый ферзь · a3 белая пешка · b3 белый слон · c3 чёрная пешка · b2 белая пешка · c2 белая пешка · g2 белая пешка · h2 белая пешка · b1 белый король · d1 белая ладья | 3 |
| 2 | d8 чёрная ладья · f8 чёрная ладья · h8 чёрный король · a7 чёрная пешка · b7 чёрный ферзь · e7 чёрный слон · f7 белая пешка · g7 чёрная пешка · h7 чёрная пешка · c6 чёрный слон · d6 чёрная пешка · f5 белая ладья · d4 белый слон · e4 чёрный конь · f4 белый ферзь · a3 белая пешка · b3 белый слон · c3 чёрная пешка · b2 белая пешка · c2 белая пешка · g2 белая пешка · h2 белая пешка · b1 белый король · d1 белая ладья | d8 чёрная ладья · f8 чёрная ладья · h8 чёрный король · a7 чёрная пешка · b7 чёрный ферзь · e7 чёрный слон · f7 белая пешка · g7 чёрная пешка · h7 чёрная пешка · c6 чёрный слон · d6 чёрная пешка · f5 белая ладья · d4 белый слон · e4 чёрный конь · f4 белый ферзь · a3 белая пешка · b3 белый слон · c3 чёрная пешка · b2 белая пешка · c2 белая пешка · g2 белая пешка · h2 белая пешка · b1 белый король · d1 белая ладья | d8 чёрная ладья · f8 чёрная ладья · h8 чёрный король · a7 чёрная пешка · b7 чёрный ферзь · e7 чёрный слон · f7 белая пешка · g7 чёрная пешка · h7 чёрная пешка · c6 чёрный слон · d6 чёрная пешка · f5 белая ладья · d4 белый слон · e4 чёрный конь · f4 белый ферзь · a3 белая пешка · b3 белый слон · c3 чёрная пешка · b2 белая пешка · c2 белая пешка · g2 белая пешка · h2 белая пешка · b1 белый король · d1 белая ладья | d8 чёрная ладья · f8 чёрная ладья · h8 чёрный король · a7 чёрная пешка · b7 чёрный ферзь · e7 чёрный слон · f7 белая пешка · g7 чёрная пешка · h7 чёрная пешка · c6 чёрный слон · d6 чёрная пешка · f5 белая ладья · d4 белый слон · e4 чёрный конь · f4 белый ферзь · a3 белая пешка · b3 белый слон · c3 чёрная пешка · b2 белая пешка · c2 белая пешка · g2 белая пешка · h2 белая пешка · b1 белый король · d1 белая ладья | d8 чёрная ладья · f8 чёрная ладья · h8 чёрный король · a7 чёрная пешка · b7 чёрный ферзь · e7 чёрный слон · f7 белая пешка · g7 чёрная пешка · h7 чёрная пешка · c6 чёрный слон · d6 чёрная пешка · f5 белая ладья · d4 белый слон · e4 чёрный конь · f4 белый ферзь · a3 белая пешка · b3 белый слон · c3 чёрная пешка · b2 белая пешка · c2 белая пешка · g2 белая пешка · h2 белая пешка · b1 белый король · d1 белая ладья | d8 чёрная ладья · f8 чёрная ладья · h8 чёрный король · a7 чёрная пешка · b7 чёрный ферзь · e7 чёрный слон · f7 белая пешка · g7 чёрная пешка · h7 чёрная пешка · c6 чёрный слон · d6 чёрная пешка · f5 белая ладья · d4 белый слон · e4 чёрный конь · f4 белый ферзь · a3 белая пешка · b3 белый слон · c3 чёрная пешка · b2 белая пешка · c2 белая пешка · g2 белая пешка · h2 белая пешка · b1 белый король · d1 белая ладья | d8 чёрная ладья · f8 чёрная ладья · h8 чёрный король · a7 чёрная пешка · b7 чёрный ферзь · e7 чёрный слон · f7 белая пешка · g7 чёрная пешка · h7 чёрная пешка · c6 чёрный слон · d6 чёрная пешка · f5 белая ладья · d4 белый слон · e4 чёрный конь · f4 белый ферзь · a3 белая пешка · b3 белый слон · c3 чёрная пешка · b2 белая пешка · c2 белая пешка · g2 белая пешка · h2 белая пешка · b1 белый король · d1 белая ладья | d8 чёрная ладья · f8 чёрная ладья · h8 чёрный король · a7 чёрная пешка · b7 чёрный ферзь · e7 чёрный слон · f7 белая пешка · g7 чёрная пешка · h7 чёрная пешка · c6 чёрный слон · d6 чёрная пешка · f5 белая ладья · d4 белый слон · e4 чёрный конь · f4 белый ферзь · a3 белая пешка · b3 белый слон · c3 чёрная пешка · b2 белая пешка · c2 белая пешка · g2 белая пешка · h2 белая пешка · b1 белый король · d1 белая ладья | 2 |
| 1 | d8 чёрная ладья · f8 чёрная ладья · h8 чёрный король · a7 чёрная пешка · b7 чёрный ферзь · e7 чёрный слон · f7 белая пешка · g7 чёрная пешка · h7 чёрная пешка · c6 чёрный слон · d6 чёрная пешка · f5 белая ладья · d4 белый слон · e4 чёрный конь · f4 белый ферзь · a3 белая пешка · b3 белый слон · c3 чёрная пешка · b2 белая пешка · c2 белая пешка · g2 белая пешка · h2 белая пешка · b1 белый король · d1 белая ладья | d8 чёрная ладья · f8 чёрная ладья · h8 чёрный король · a7 чёрная пешка · b7 чёрный ферзь · e7 чёрный слон · f7 белая пешка · g7 чёрная пешка · h7 чёрная пешка · c6 чёрный слон · d6 чёрная пешка · f5 белая ладья · d4 белый слон · e4 чёрный конь · f4 белый ферзь · a3 белая пешка · b3 белый слон · c3 чёрная пешка · b2 белая пешка · c2 белая пешка · g2 белая пешка · h2 белая пешка · b1 белый король · d1 белая ладья | d8 чёрная ладья · f8 чёрная ладья · h8 чёрный король · a7 чёрная пешка · b7 чёрный ферзь · e7 чёрный слон · f7 белая пешка · g7 чёрная пешка · h7 чёрная пешка · c6 чёрный слон · d6 чёрная пешка · f5 белая ладья · d4 белый слон · e4 чёрный конь · f4 белый ферзь · a3 белая пешка · b3 белый слон · c3 чёрная пешка · b2 белая пешка · c2 белая пешка · g2 белая пешка · h2 белая пешка · b1 белый король · d1 белая ладья | d8 чёрная ладья · f8 чёрная ладья · h8 чёрный король · a7 чёрная пешка · b7 чёрный ферзь · e7 чёрный слон · f7 белая пешка · g7 чёрная пешка · h7 чёрная пешка · c6 чёрный слон · d6 чёрная пешка · f5 белая ладья · d4 белый слон · e4 чёрный конь · f4 белый ферзь · a3 белая пешка · b3 белый слон · c3 чёрная пешка · b2 белая пешка · c2 белая пешка · g2 белая пешка · h2 белая пешка · b1 белый король · d1 белая ладья | d8 чёрная ладья · f8 чёрная ладья · h8 чёрный король · a7 чёрная пешка · b7 чёрный ферзь · e7 чёрный слон · f7 белая пешка · g7 чёрная пешка · h7 чёрная пешка · c6 чёрный слон · d6 чёрная пешка · f5 белая ладья · d4 белый слон · e4 чёрный конь · f4 белый ферзь · a3 белая пешка · b3 белый слон · c3 чёрная пешка · b2 белая пешка · c2 белая пешка · g2 белая пешка · h2 белая пешка · b1 белый король · d1 белая ладья | d8 чёрная ладья · f8 чёрная ладья · h8 чёрный король · a7 чёрная пешка · b7 чёрный ферзь · e7 чёрный слон · f7 белая пешка · g7 чёрная пешка · h7 чёрная пешка · c6 чёрный слон · d6 чёрная пешка · f5 белая ладья · d4 белый слон · e4 чёрный конь · f4 белый ферзь · a3 белая пешка · b3 белый слон · c3 чёрная пешка · b2 белая пешка · c2 белая пешка · g2 белая пешка · h2 белая пешка · b1 белый король · d1 белая ладья | d8 чёрная ладья · f8 чёрная ладья · h8 чёрный король · a7 чёрная пешка · b7 чёрный ферзь · e7 чёрный слон · f7 белая пешка · g7 чёрная пешка · h7 чёрная пешка · c6 чёрный слон · d6 чёрная пешка · f5 белая ладья · d4 белый слон · e4 чёрный конь · f4 белый ферзь · a3 белая пешка · b3 белый слон · c3 чёрная пешка · b2 белая пешка · c2 белая пешка · g2 белая пешка · h2 белая пешка · b1 белый король · d1 белая ладья | d8 чёрная ладья · f8 чёрная ладья · h8 чёрный король · a7 чёрная пешка · b7 чёрный ферзь · e7 чёрный слон · f7 белая пешка · g7 чёрная пешка · h7 чёрная пешка · c6 чёрный слон · d6 чёрная пешка · f5 белая ладья · d4 белый слон · e4 чёрный конь · f4 белый ферзь · a3 белая пешка · b3 белый слон · c3 чёрная пешка · b2 белая пешка · c2 белая пешка · g2 белая пешка · h2 белая пешка · b1 белый король · d1 белая ладья | 1 |
|   | a | b | c | d | e | f | g | h |   |

1.e4 c5 2.Кf3 d6 3.d4 cd 4.К:d4 Кf6 5.Кc3 Кс6 6.Сc3 e6 7.Сe3 Сe7. 8.Сb3 0-0 9.Фe2 Фa5 10.0-0-0 К:d4 11.С:d4 Сd7 12. Крb1 Сc6 13.f4 Лad8 14.Лhf1 b5 15.f5 Здесь начинается обоюдоострая игра, белые жертвуют фигуру. Также возможно было 15.e5 de 16.fe Кd7 17.Фf4 b4 со взаимными шансами. 15…b4!16.fe bc 17.ef+ Крh8 18.Лf5 Фb4 19.Фf1 К:e4 Естественно проигрывало 19…С:e4 20.Л:f6. 20.a3? Меднис считает этот ход, ослабляющий белого короля и с темпом позволяющий перевести чёрного ферзя на выгодную позицию, первой из двух ошибок, приводящих к немедленному поражению. Однако перспективы атаки белых неясны. Фишер считал выигрывающим продолжением 20.Фf4, однако после 20…bc 21.Лh5 Кc3+ Меднис не находит выигрыша. 20…Фb7 21.Фf4 (см. диаграмму)
21…Сa4!! Теперь чёрные проводят матовую атаку быстрее. 22.Фg4 Сf6 23.Л:f6 С:b3! Здесь можно было проиграть 23…gf 24.Ф:e4! Теперь же нет защиты от одной из двух угроз — 24…Ca2+ с матом или 24…К:f6 с лишней ладьёй. Белые сдались.

#### 1970-е

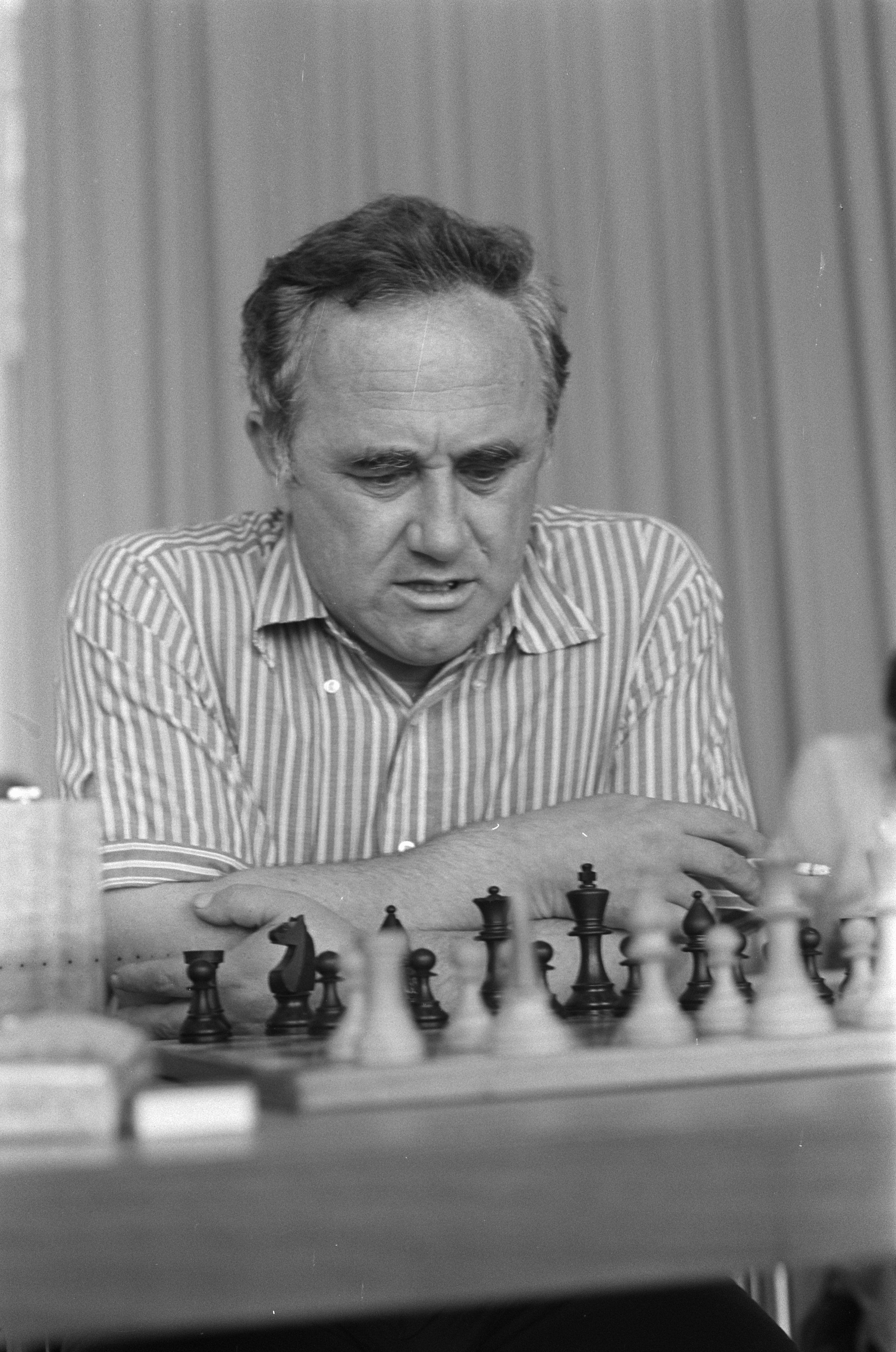
1974 год

В 1970 году Геллер вошёл в сборную СССР, игравшую в Белграде «Матч века» против сборной остального мира. На шестой доске он победил Светозара Глигорича со счётом 2½ : 1½ (+1 =3), а единственная выигранная партия получила специальный приз как лучшая победа советской сборной:82. Летом Геллер принял участие в турнире в Амстердаме. Он слабо прошёл первую половину дистанции, но во второй играл сильно и в итоге занял четвёртое место (после Спасского, Полугаевского и Ульмана). Год завершился межзональным турниром в Пальма-де-Мальорке. Геллер с самого начала вошёл в лидирующую группу, но в 12-м туре он проиграл Фишеру, а затем сделал две ничьих. Однако последовавшие победы над Хюбнером, Смысловым и Решевским позволили Геллеру разделить 2—4 места с Хюбнером и Ларсеном (2-е по дополнительным показателям). Фишер оторвался от соперников на рекордные 3½ очка. В начале следующего года Геллер занял 2-е место на мемориале Капабланки (победил Горт). В четвертьфинальном матче претендентов соперником Геллера стал Виктор Корчной, который победил со счётом 5½:2½ (+4 −1 =3), при этом в трёх партиях Геллер просрочил время:86—87.
Летом Геллер готовил к юношескому чемпионату мира Рафаэля Ваганяна. В конце 1971 года состоялся чемпионат СССР, вторую половину которого Геллер провалил, заняв в итоге четырнадцатое место. После этого он сосредоточился на работе со Спасским, которому предстоял матч за титул чемпиона мира против Фишера, был главным секундантом Спасского на матче в Рейкьявике. За весь 1972 год Геллер сыграл только один турнир в Кисловодске.
В первой половине 1973 года Геллер выиграл турнир в Будапеште (впереди Карпова) и разделил первое место в двухкруговом турнире в Хилверсюме с Сабо. А в июле—августе в бразильском Петрополисе прошёл очередной межзональный турнир. В матчи претендентов выходило трое победителей, и за два тура до конца Геллер делил 2—3 места с Мекингом (позади Портиша). В итоге Мекинг перебрался на первое место, а Портиша и Геллера догнал Полугаевский. «Лишнего» определял дополнительный матч-турнир, и им стал Геллер, проигравший микроматчи из четырёх партий обоим соперникам.
В 1975 году Геллер одержал две победы — сначала в Тиссайде, на мемориале К. Александера, а затем на мемориале Алехина в Москве. Второй успех на соревновании с участием Спасского, Петросяна, Таля, Корчного и Горта, Роберт Бирн назвал одним из величайших триумфов длинной карьеры Геллера. В следующем году он победил в турнире в Лас-Пальмасе и занял 8—10 места в чемпионате СССР, при этом нанеся эффектное поражение победителю турнира — чемпиону мира Анатолию Карпову.

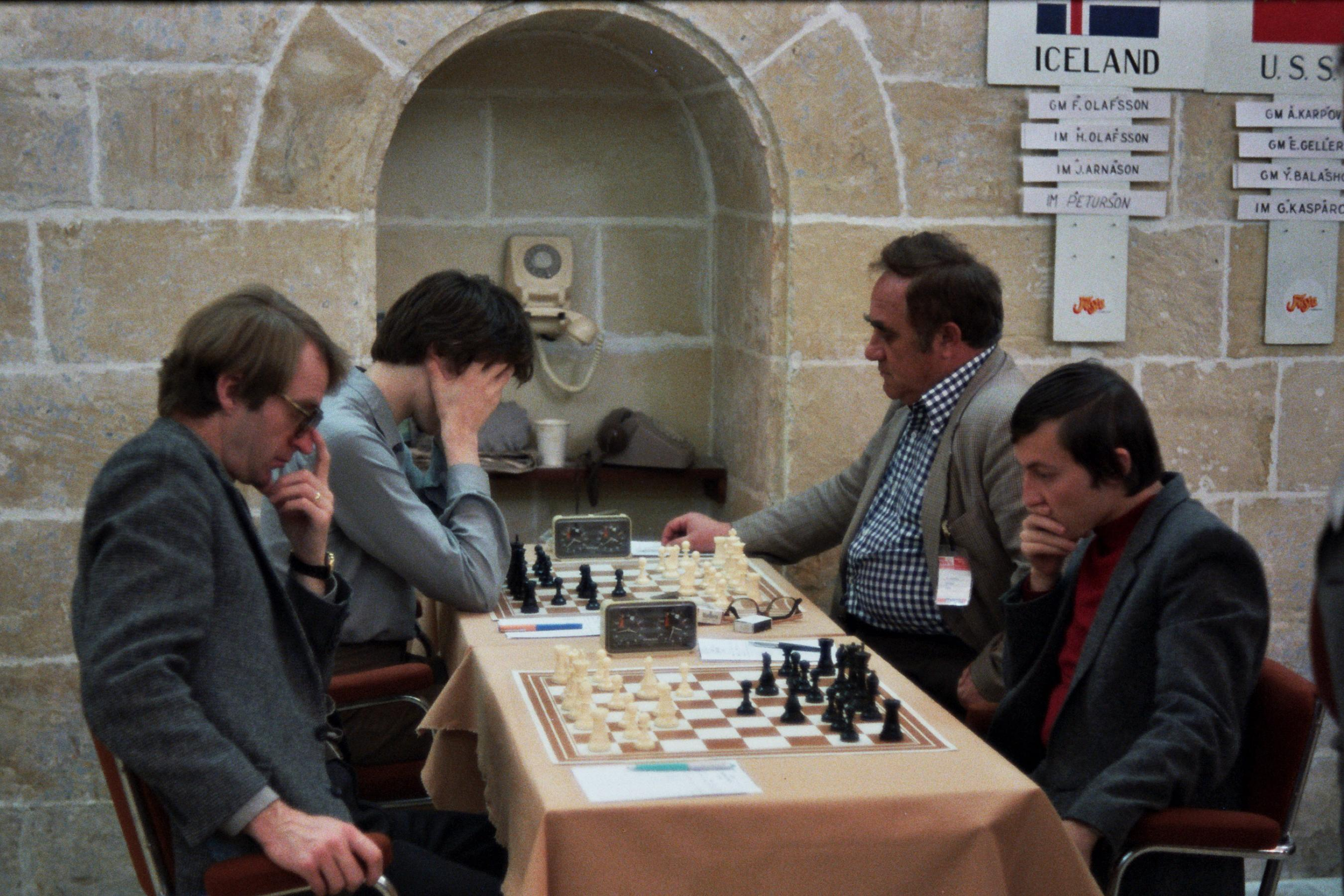
Ефим Геллер играет на второй доске сборной СССР против Исландии. Мальта, шахматная олимпиада 1980 года.

Последним крупным успехом Геллера стала победа в чемпионате СССР 1979 года. Он занял первое место, опередив гораздо более молодых соперников — девятнадцатилетнего Артура Юсупова, шестнадцатилетнего Гарри Каспарова и тридцатилетнего Юрия Балашова. При этом до Геллера никто не выигрывал чемпионат СССР в возрасте 54 лет и никто не выигрывал его двадцать четыре года спустя после предыдущей победы. Геллер был включён в состав сборной СССР на олимпиаде 1980 года, которая стала для него седьмой. Сборная заняла первое место, Геллер — второе на четвёртой доске.

#### Последние годы
В дальнейшем турнирные результаты Геллера пошли на спад. В 48-м, 50-м и 52-м чемпионатах страны он делил места в нижней части таблицы.
В конце 1980-х Геллер добился нескольких турнирных успехов. Он победил в Дортмунде (1989) и разделил первые места в Берне (с Д. Кампорой, 1987) и Нью-Йорке (с Г. Кайдановым, 1990).
В 1991 году Геллер и Василий Смыслов стали победителями первого чемпионата мира среди «сеньоров» (шахматистов, которым уже исполнилось шестьдесят лет). По дополнительным показателям на первое место вышел Смыслов. В следующем, 1992 году, на аналогичном турнире в Германии Геллер стал единоличным победителем и удостоен звания чемпиона мира среди «сеньоров».
Последним турниром Геллера был чемпионат России по шахматам 1995 года. В проходившем по швейцарской системе турнире семидесятилетний гроссмейстер набрал 5 очков в 11 партиях. Геллер умер 17 ноября 1998 года от осложнений, вызванных болезнью сердца и раком простаты, в больнице рядом с Переделкино и был похоронен на Переделкинском кладбище.

26 апреля 2016 года одесская улица Октябрьской революции (Киевский район) стала улицей Ефима Геллера.

## Личная жизнь
Жена Геллера Оксана Георгиевна была балериной в Одесском театре. Геллер, который был на 12 лет старше жены, познакомился с ней в конце 1957 года, через полгода они поженились, ещё через год родился единственный сын Александр. В свободное время Геллер любил играть в карты, домино, бильярд. Геллеры приобрели дом в Переделкино, среди друзей семьи были писатели Аркадий Арканов и Валентин Катаев, одессит, как и Геллер.
По воспоминаниям Генны Сосонко, Геллер, хотя так и не вступил в КПСС, был предан советским ценностям, в печати критиковал западный строй и Фишера как его представителя, а после турнира в Голландии, в котором Геллер и эмигрировавший из СССР Сосонко разделили первое место, в посвящённой турниру статье сознательно не упомянул последнего.

## Творчество
|   | a | b | c | d | e | f | g | h |   |
| - | --- | --- | --- | --- | --- | --- | --- | --- | - |
| 8 | c8 чёрная ладья · f8 чёрная ладья · g8 чёрный король · b7 чёрная пешка · c7 чёрный ферзь · g7 чёрный слон · h7 чёрная пешка · a6 чёрная пешка · d6 чёрная пешка · f6 чёрный конь · g6 чёрная пешка · d5 белая пешка · e5 чёрная пешка · f5 чёрный слон · b4 белая пешка · b3 белый конь · c3 белый конь · e3 белый слон · f3 белая пешка · a2 белая пешка · d2 белый ферзь · g2 белая пешка · h2 белая пешка · c1 белая ладья · f1 белая ладья · g1 белый король | c8 чёрная ладья · f8 чёрная ладья · g8 чёрный король · b7 чёрная пешка · c7 чёрный ферзь · g7 чёрный слон · h7 чёрная пешка · a6 чёрная пешка · d6 чёрная пешка · f6 чёрный конь · g6 чёрная пешка · d5 белая пешка · e5 чёрная пешка · f5 чёрный слон · b4 белая пешка · b3 белый конь · c3 белый конь · e3 белый слон · f3 белая пешка · a2 белая пешка · d2 белый ферзь · g2 белая пешка · h2 белая пешка · c1 белая ладья · f1 белая ладья · g1 белый король | c8 чёрная ладья · f8 чёрная ладья · g8 чёрный король · b7 чёрная пешка · c7 чёрный ферзь · g7 чёрный слон · h7 чёрная пешка · a6 чёрная пешка · d6 чёрная пешка · f6 чёрный конь · g6 чёрная пешка · d5 белая пешка · e5 чёрная пешка · f5 чёрный слон · b4 белая пешка · b3 белый конь · c3 белый конь · e3 белый слон · f3 белая пешка · a2 белая пешка · d2 белый ферзь · g2 белая пешка · h2 белая пешка · c1 белая ладья · f1 белая ладья · g1 белый король | c8 чёрная ладья · f8 чёрная ладья · g8 чёрный король · b7 чёрная пешка · c7 чёрный ферзь · g7 чёрный слон · h7 чёрная пешка · a6 чёрная пешка · d6 чёрная пешка · f6 чёрный конь · g6 чёрная пешка · d5 белая пешка · e5 чёрная пешка · f5 чёрный слон · b4 белая пешка · b3 белый конь · c3 белый конь · e3 белый слон · f3 белая пешка · a2 белая пешка · d2 белый ферзь · g2 белая пешка · h2 белая пешка · c1 белая ладья · f1 белая ладья · g1 белый король | c8 чёрная ладья · f8 чёрная ладья · g8 чёрный король · b7 чёрная пешка · c7 чёрный ферзь · g7 чёрный слон · h7 чёрная пешка · a6 чёрная пешка · d6 чёрная пешка · f6 чёрный конь · g6 чёрная пешка · d5 белая пешка · e5 чёрная пешка · f5 чёрный слон · b4 белая пешка · b3 белый конь · c3 белый конь · e3 белый слон · f3 белая пешка · a2 белая пешка · d2 белый ферзь · g2 белая пешка · h2 белая пешка · c1 белая ладья · f1 белая ладья · g1 белый король | c8 чёрная ладья · f8 чёрная ладья · g8 чёрный король · b7 чёрная пешка · c7 чёрный ферзь · g7 чёрный слон · h7 чёрная пешка · a6 чёрная пешка · d6 чёрная пешка · f6 чёрный конь · g6 чёрная пешка · d5 белая пешка · e5 чёрная пешка · f5 чёрный слон · b4 белая пешка · b3 белый конь · c3 белый конь · e3 белый слон · f3 белая пешка · a2 белая пешка · d2 белый ферзь · g2 белая пешка · h2 белая пешка · c1 белая ладья · f1 белая ладья · g1 белый король | c8 чёрная ладья · f8 чёрная ладья · g8 чёрный король · b7 чёрная пешка · c7 чёрный ферзь · g7 чёрный слон · h7 чёрная пешка · a6 чёрная пешка · d6 чёрная пешка · f6 чёрный конь · g6 чёрная пешка · d5 белая пешка · e5 чёрная пешка · f5 чёрный слон · b4 белая пешка · b3 белый конь · c3 белый конь · e3 белый слон · f3 белая пешка · a2 белая пешка · d2 белый ферзь · g2 белая пешка · h2 белая пешка · c1 белая ладья · f1 белая ладья · g1 белый король | c8 чёрная ладья · f8 чёрная ладья · g8 чёрный король · b7 чёрная пешка · c7 чёрный ферзь · g7 чёрный слон · h7 чёрная пешка · a6 чёрная пешка · d6 чёрная пешка · f6 чёрный конь · g6 чёрная пешка · d5 белая пешка · e5 чёрная пешка · f5 чёрный слон · b4 белая пешка · b3 белый конь · c3 белый конь · e3 белый слон · f3 белая пешка · a2 белая пешка · d2 белый ферзь · g2 белая пешка · h2 белая пешка · c1 белая ладья · f1 белая ладья · g1 белый король | 8 |
| 7 | c8 чёрная ладья · f8 чёрная ладья · g8 чёрный король · b7 чёрная пешка · c7 чёрный ферзь · g7 чёрный слон · h7 чёрная пешка · a6 чёрная пешка · d6 чёрная пешка · f6 чёрный конь · g6 чёрная пешка · d5 белая пешка · e5 чёрная пешка · f5 чёрный слон · b4 белая пешка · b3 белый конь · c3 белый конь · e3 белый слон · f3 белая пешка · a2 белая пешка · d2 белый ферзь · g2 белая пешка · h2 белая пешка · c1 белая ладья · f1 белая ладья · g1 белый король | c8 чёрная ладья · f8 чёрная ладья · g8 чёрный король · b7 чёрная пешка · c7 чёрный ферзь · g7 чёрный слон · h7 чёрная пешка · a6 чёрная пешка · d6 чёрная пешка · f6 чёрный конь · g6 чёрная пешка · d5 белая пешка · e5 чёрная пешка · f5 чёрный слон · b4 белая пешка · b3 белый конь · c3 белый конь · e3 белый слон · f3 белая пешка · a2 белая пешка · d2 белый ферзь · g2 белая пешка · h2 белая пешка · c1 белая ладья · f1 белая ладья · g1 белый король | c8 чёрная ладья · f8 чёрная ладья · g8 чёрный король · b7 чёрная пешка · c7 чёрный ферзь · g7 чёрный слон · h7 чёрная пешка · a6 чёрная пешка · d6 чёрная пешка · f6 чёрный конь · g6 чёрная пешка · d5 белая пешка · e5 чёрная пешка · f5 чёрный слон · b4 белая пешка · b3 белый конь · c3 белый конь · e3 белый слон · f3 белая пешка · a2 белая пешка · d2 белый ферзь · g2 белая пешка · h2 белая пешка · c1 белая ладья · f1 белая ладья · g1 белый король | c8 чёрная ладья · f8 чёрная ладья · g8 чёрный король · b7 чёрная пешка · c7 чёрный ферзь · g7 чёрный слон · h7 чёрная пешка · a6 чёрная пешка · d6 чёрная пешка · f6 чёрный конь · g6 чёрная пешка · d5 белая пешка · e5 чёрная пешка · f5 чёрный слон · b4 белая пешка · b3 белый конь · c3 белый конь · e3 белый слон · f3 белая пешка · a2 белая пешка · d2 белый ферзь · g2 белая пешка · h2 белая пешка · c1 белая ладья · f1 белая ладья · g1 белый король | c8 чёрная ладья · f8 чёрная ладья · g8 чёрный король · b7 чёрная пешка · c7 чёрный ферзь · g7 чёрный слон · h7 чёрная пешка · a6 чёрная пешка · d6 чёрная пешка · f6 чёрный конь · g6 чёрная пешка · d5 белая пешка · e5 чёрная пешка · f5 чёрный слон · b4 белая пешка · b3 белый конь · c3 белый конь · e3 белый слон · f3 белая пешка · a2 белая пешка · d2 белый ферзь · g2 белая пешка · h2 белая пешка · c1 белая ладья · f1 белая ладья · g1 белый король | c8 чёрная ладья · f8 чёрная ладья · g8 чёрный король · b7 чёрная пешка · c7 чёрный ферзь · g7 чёрный слон · h7 чёрная пешка · a6 чёрная пешка · d6 чёрная пешка · f6 чёрный конь · g6 чёрная пешка · d5 белая пешка · e5 чёрная пешка · f5 чёрный слон · b4 белая пешка · b3 белый конь · c3 белый конь · e3 белый слон · f3 белая пешка · a2 белая пешка · d2 белый ферзь · g2 белая пешка · h2 белая пешка · c1 белая ладья · f1 белая ладья · g1 белый король | c8 чёрная ладья · f8 чёрная ладья · g8 чёрный король · b7 чёрная пешка · c7 чёрный ферзь · g7 чёрный слон · h7 чёрная пешка · a6 чёрная пешка · d6 чёрная пешка · f6 чёрный конь · g6 чёрная пешка · d5 белая пешка · e5 чёрная пешка · f5 чёрный слон · b4 белая пешка · b3 белый конь · c3 белый конь · e3 белый слон · f3 белая пешка · a2 белая пешка · d2 белый ферзь · g2 белая пешка · h2 белая пешка · c1 белая ладья · f1 белая ладья · g1 белый король | c8 чёрная ладья · f8 чёрная ладья · g8 чёрный король · b7 чёрная пешка · c7 чёрный ферзь · g7 чёрный слон · h7 чёрная пешка · a6 чёрная пешка · d6 чёрная пешка · f6 чёрный конь · g6 чёрная пешка · d5 белая пешка · e5 чёрная пешка · f5 чёрный слон · b4 белая пешка · b3 белый конь · c3 белый конь · e3 белый слон · f3 белая пешка · a2 белая пешка · d2 белый ферзь · g2 белая пешка · h2 белая пешка · c1 белая ладья · f1 белая ладья · g1 белый король | 7 |
| 6 | c8 чёрная ладья · f8 чёрная ладья · g8 чёрный король · b7 чёрная пешка · c7 чёрный ферзь · g7 чёрный слон · h7 чёрная пешка · a6 чёрная пешка · d6 чёрная пешка · f6 чёрный конь · g6 чёрная пешка · d5 белая пешка · e5 чёрная пешка · f5 чёрный слон · b4 белая пешка · b3 белый конь · c3 белый конь · e3 белый слон · f3 белая пешка · a2 белая пешка · d2 белый ферзь · g2 белая пешка · h2 белая пешка · c1 белая ладья · f1 белая ладья · g1 белый король | c8 чёрная ладья · f8 чёрная ладья · g8 чёрный король · b7 чёрная пешка · c7 чёрный ферзь · g7 чёрный слон · h7 чёрная пешка · a6 чёрная пешка · d6 чёрная пешка · f6 чёрный конь · g6 чёрная пешка · d5 белая пешка · e5 чёрная пешка · f5 чёрный слон · b4 белая пешка · b3 белый конь · c3 белый конь · e3 белый слон · f3 белая пешка · a2 белая пешка · d2 белый ферзь · g2 белая пешка · h2 белая пешка · c1 белая ладья · f1 белая ладья · g1 белый король | c8 чёрная ладья · f8 чёрная ладья · g8 чёрный король · b7 чёрная пешка · c7 чёрный ферзь · g7 чёрный слон · h7 чёрная пешка · a6 чёрная пешка · d6 чёрная пешка · f6 чёрный конь · g6 чёрная пешка · d5 белая пешка · e5 чёрная пешка · f5 чёрный слон · b4 белая пешка · b3 белый конь · c3 белый конь · e3 белый слон · f3 белая пешка · a2 белая пешка · d2 белый ферзь · g2 белая пешка · h2 белая пешка · c1 белая ладья · f1 белая ладья · g1 белый король | c8 чёрная ладья · f8 чёрная ладья · g8 чёрный король · b7 чёрная пешка · c7 чёрный ферзь · g7 чёрный слон · h7 чёрная пешка · a6 чёрная пешка · d6 чёрная пешка · f6 чёрный конь · g6 чёрная пешка · d5 белая пешка · e5 чёрная пешка · f5 чёрный слон · b4 белая пешка · b3 белый конь · c3 белый конь · e3 белый слон · f3 белая пешка · a2 белая пешка · d2 белый ферзь · g2 белая пешка · h2 белая пешка · c1 белая ладья · f1 белая ладья · g1 белый король | c8 чёрная ладья · f8 чёрная ладья · g8 чёрный король · b7 чёрная пешка · c7 чёрный ферзь · g7 чёрный слон · h7 чёрная пешка · a6 чёрная пешка · d6 чёрная пешка · f6 чёрный конь · g6 чёрная пешка · d5 белая пешка · e5 чёрная пешка · f5 чёрный слон · b4 белая пешка · b3 белый конь · c3 белый конь · e3 белый слон · f3 белая пешка · a2 белая пешка · d2 белый ферзь · g2 белая пешка · h2 белая пешка · c1 белая ладья · f1 белая ладья · g1 белый король | c8 чёрная ладья · f8 чёрная ладья · g8 чёрный король · b7 чёрная пешка · c7 чёрный ферзь · g7 чёрный слон · h7 чёрная пешка · a6 чёрная пешка · d6 чёрная пешка · f6 чёрный конь · g6 чёрная пешка · d5 белая пешка · e5 чёрная пешка · f5 чёрный слон · b4 белая пешка · b3 белый конь · c3 белый конь · e3 белый слон · f3 белая пешка · a2 белая пешка · d2 белый ферзь · g2 белая пешка · h2 белая пешка · c1 белая ладья · f1 белая ладья · g1 белый король | c8 чёрная ладья · f8 чёрная ладья · g8 чёрный король · b7 чёрная пешка · c7 чёрный ферзь · g7 чёрный слон · h7 чёрная пешка · a6 чёрная пешка · d6 чёрная пешка · f6 чёрный конь · g6 чёрная пешка · d5 белая пешка · e5 чёрная пешка · f5 чёрный слон · b4 белая пешка · b3 белый конь · c3 белый конь · e3 белый слон · f3 белая пешка · a2 белая пешка · d2 белый ферзь · g2 белая пешка · h2 белая пешка · c1 белая ладья · f1 белая ладья · g1 белый король | c8 чёрная ладья · f8 чёрная ладья · g8 чёрный король · b7 чёрная пешка · c7 чёрный ферзь · g7 чёрный слон · h7 чёрная пешка · a6 чёрная пешка · d6 чёрная пешка · f6 чёрный конь · g6 чёрная пешка · d5 белая пешка · e5 чёрная пешка · f5 чёрный слон · b4 белая пешка · b3 белый конь · c3 белый конь · e3 белый слон · f3 белая пешка · a2 белая пешка · d2 белый ферзь · g2 белая пешка · h2 белая пешка · c1 белая ладья · f1 белая ладья · g1 белый король | 6 |
| 5 | c8 чёрная ладья · f8 чёрная ладья · g8 чёрный король · b7 чёрная пешка · c7 чёрный ферзь · g7 чёрный слон · h7 чёрная пешка · a6 чёрная пешка · d6 чёрная пешка · f6 чёрный конь · g6 чёрная пешка · d5 белая пешка · e5 чёрная пешка · f5 чёрный слон · b4 белая пешка · b3 белый конь · c3 белый конь · e3 белый слон · f3 белая пешка · a2 белая пешка · d2 белый ферзь · g2 белая пешка · h2 белая пешка · c1 белая ладья · f1 белая ладья · g1 белый король | c8 чёрная ладья · f8 чёрная ладья · g8 чёрный король · b7 чёрная пешка · c7 чёрный ферзь · g7 чёрный слон · h7 чёрная пешка · a6 чёрная пешка · d6 чёрная пешка · f6 чёрный конь · g6 чёрная пешка · d5 белая пешка · e5 чёрная пешка · f5 чёрный слон · b4 белая пешка · b3 белый конь · c3 белый конь · e3 белый слон · f3 белая пешка · a2 белая пешка · d2 белый ферзь · g2 белая пешка · h2 белая пешка · c1 белая ладья · f1 белая ладья · g1 белый король | c8 чёрная ладья · f8 чёрная ладья · g8 чёрный король · b7 чёрная пешка · c7 чёрный ферзь · g7 чёрный слон · h7 чёрная пешка · a6 чёрная пешка · d6 чёрная пешка · f6 чёрный конь · g6 чёрная пешка · d5 белая пешка · e5 чёрная пешка · f5 чёрный слон · b4 белая пешка · b3 белый конь · c3 белый конь · e3 белый слон · f3 белая пешка · a2 белая пешка · d2 белый ферзь · g2 белая пешка · h2 белая пешка · c1 белая ладья · f1 белая ладья · g1 белый король | c8 чёрная ладья · f8 чёрная ладья · g8 чёрный король · b7 чёрная пешка · c7 чёрный ферзь · g7 чёрный слон · h7 чёрная пешка · a6 чёрная пешка · d6 чёрная пешка · f6 чёрный конь · g6 чёрная пешка · d5 белая пешка · e5 чёрная пешка · f5 чёрный слон · b4 белая пешка · b3 белый конь · c3 белый конь · e3 белый слон · f3 белая пешка · a2 белая пешка · d2 белый ферзь · g2 белая пешка · h2 белая пешка · c1 белая ладья · f1 белая ладья · g1 белый король | c8 чёрная ладья · f8 чёрная ладья · g8 чёрный король · b7 чёрная пешка · c7 чёрный ферзь · g7 чёрный слон · h7 чёрная пешка · a6 чёрная пешка · d6 чёрная пешка · f6 чёрный конь · g6 чёрная пешка · d5 белая пешка · e5 чёрная пешка · f5 чёрный слон · b4 белая пешка · b3 белый конь · c3 белый конь · e3 белый слон · f3 белая пешка · a2 белая пешка · d2 белый ферзь · g2 белая пешка · h2 белая пешка · c1 белая ладья · f1 белая ладья · g1 белый король | c8 чёрная ладья · f8 чёрная ладья · g8 чёрный король · b7 чёрная пешка · c7 чёрный ферзь · g7 чёрный слон · h7 чёрная пешка · a6 чёрная пешка · d6 чёрная пешка · f6 чёрный конь · g6 чёрная пешка · d5 белая пешка · e5 чёрная пешка · f5 чёрный слон · b4 белая пешка · b3 белый конь · c3 белый конь · e3 белый слон · f3 белая пешка · a2 белая пешка · d2 белый ферзь · g2 белая пешка · h2 белая пешка · c1 белая ладья · f1 белая ладья · g1 белый король | c8 чёрная ладья · f8 чёрная ладья · g8 чёрный король · b7 чёрная пешка · c7 чёрный ферзь · g7 чёрный слон · h7 чёрная пешка · a6 чёрная пешка · d6 чёрная пешка · f6 чёрный конь · g6 чёрная пешка · d5 белая пешка · e5 чёрная пешка · f5 чёрный слон · b4 белая пешка · b3 белый конь · c3 белый конь · e3 белый слон · f3 белая пешка · a2 белая пешка · d2 белый ферзь · g2 белая пешка · h2 белая пешка · c1 белая ладья · f1 белая ладья · g1 белый король | c8 чёрная ладья · f8 чёрная ладья · g8 чёрный король · b7 чёрная пешка · c7 чёрный ферзь · g7 чёрный слон · h7 чёрная пешка · a6 чёрная пешка · d6 чёрная пешка · f6 чёрный конь · g6 чёрная пешка · d5 белая пешка · e5 чёрная пешка · f5 чёрный слон · b4 белая пешка · b3 белый конь · c3 белый конь · e3 белый слон · f3 белая пешка · a2 белая пешка · d2 белый ферзь · g2 белая пешка · h2 белая пешка · c1 белая ладья · f1 белая ладья · g1 белый король | 5 |
| 4 | c8 чёрная ладья · f8 чёрная ладья · g8 чёрный король · b7 чёрная пешка · c7 чёрный ферзь · g7 чёрный слон · h7 чёрная пешка · a6 чёрная пешка · d6 чёрная пешка · f6 чёрный конь · g6 чёрная пешка · d5 белая пешка · e5 чёрная пешка · f5 чёрный слон · b4 белая пешка · b3 белый конь · c3 белый конь · e3 белый слон · f3 белая пешка · a2 белая пешка · d2 белый ферзь · g2 белая пешка · h2 белая пешка · c1 белая ладья · f1 белая ладья · g1 белый король | c8 чёрная ладья · f8 чёрная ладья · g8 чёрный король · b7 чёрная пешка · c7 чёрный ферзь · g7 чёрный слон · h7 чёрная пешка · a6 чёрная пешка · d6 чёрная пешка · f6 чёрный конь · g6 чёрная пешка · d5 белая пешка · e5 чёрная пешка · f5 чёрный слон · b4 белая пешка · b3 белый конь · c3 белый конь · e3 белый слон · f3 белая пешка · a2 белая пешка · d2 белый ферзь · g2 белая пешка · h2 белая пешка · c1 белая ладья · f1 белая ладья · g1 белый король | c8 чёрная ладья · f8 чёрная ладья · g8 чёрный король · b7 чёрная пешка · c7 чёрный ферзь · g7 чёрный слон · h7 чёрная пешка · a6 чёрная пешка · d6 чёрная пешка · f6 чёрный конь · g6 чёрная пешка · d5 белая пешка · e5 чёрная пешка · f5 чёрный слон · b4 белая пешка · b3 белый конь · c3 белый конь · e3 белый слон · f3 белая пешка · a2 белая пешка · d2 белый ферзь · g2 белая пешка · h2 белая пешка · c1 белая ладья · f1 белая ладья · g1 белый король | c8 чёрная ладья · f8 чёрная ладья · g8 чёрный король · b7 чёрная пешка · c7 чёрный ферзь · g7 чёрный слон · h7 чёрная пешка · a6 чёрная пешка · d6 чёрная пешка · f6 чёрный конь · g6 чёрная пешка · d5 белая пешка · e5 чёрная пешка · f5 чёрный слон · b4 белая пешка · b3 белый конь · c3 белый конь · e3 белый слон · f3 белая пешка · a2 белая пешка · d2 белый ферзь · g2 белая пешка · h2 белая пешка · c1 белая ладья · f1 белая ладья · g1 белый король | c8 чёрная ладья · f8 чёрная ладья · g8 чёрный король · b7 чёрная пешка · c7 чёрный ферзь · g7 чёрный слон · h7 чёрная пешка · a6 чёрная пешка · d6 чёрная пешка · f6 чёрный конь · g6 чёрная пешка · d5 белая пешка · e5 чёрная пешка · f5 чёрный слон · b4 белая пешка · b3 белый конь · c3 белый конь · e3 белый слон · f3 белая пешка · a2 белая пешка · d2 белый ферзь · g2 белая пешка · h2 белая пешка · c1 белая ладья · f1 белая ладья · g1 белый король | c8 чёрная ладья · f8 чёрная ладья · g8 чёрный король · b7 чёрная пешка · c7 чёрный ферзь · g7 чёрный слон · h7 чёрная пешка · a6 чёрная пешка · d6 чёрная пешка · f6 чёрный конь · g6 чёрная пешка · d5 белая пешка · e5 чёрная пешка · f5 чёрный слон · b4 белая пешка · b3 белый конь · c3 белый конь · e3 белый слон · f3 белая пешка · a2 белая пешка · d2 белый ферзь · g2 белая пешка · h2 белая пешка · c1 белая ладья · f1 белая ладья · g1 белый король | c8 чёрная ладья · f8 чёрная ладья · g8 чёрный король · b7 чёрная пешка · c7 чёрный ферзь · g7 чёрный слон · h7 чёрная пешка · a6 чёрная пешка · d6 чёрная пешка · f6 чёрный конь · g6 чёрная пешка · d5 белая пешка · e5 чёрная пешка · f5 чёрный слон · b4 белая пешка · b3 белый конь · c3 белый конь · e3 белый слон · f3 белая пешка · a2 белая пешка · d2 белый ферзь · g2 белая пешка · h2 белая пешка · c1 белая ладья · f1 белая ладья · g1 белый король | c8 чёрная ладья · f8 чёрная ладья · g8 чёрный король · b7 чёрная пешка · c7 чёрный ферзь · g7 чёрный слон · h7 чёрная пешка · a6 чёрная пешка · d6 чёрная пешка · f6 чёрный конь · g6 чёрная пешка · d5 белая пешка · e5 чёрная пешка · f5 чёрный слон · b4 белая пешка · b3 белый конь · c3 белый конь · e3 белый слон · f3 белая пешка · a2 белая пешка · d2 белый ферзь · g2 белая пешка · h2 белая пешка · c1 белая ладья · f1 белая ладья · g1 белый король | 4 |
| 3 | c8 чёрная ладья · f8 чёрная ладья · g8 чёрный король · b7 чёрная пешка · c7 чёрный ферзь · g7 чёрный слон · h7 чёрная пешка · a6 чёрная пешка · d6 чёрная пешка · f6 чёрный конь · g6 чёрная пешка · d5 белая пешка · e5 чёрная пешка · f5 чёрный слон · b4 белая пешка · b3 белый конь · c3 белый конь · e3 белый слон · f3 белая пешка · a2 белая пешка · d2 белый ферзь · g2 белая пешка · h2 белая пешка · c1 белая ладья · f1 белая ладья · g1 белый король | c8 чёрная ладья · f8 чёрная ладья · g8 чёрный король · b7 чёрная пешка · c7 чёрный ферзь · g7 чёрный слон · h7 чёрная пешка · a6 чёрная пешка · d6 чёрная пешка · f6 чёрный конь · g6 чёрная пешка · d5 белая пешка · e5 чёрная пешка · f5 чёрный слон · b4 белая пешка · b3 белый конь · c3 белый конь · e3 белый слон · f3 белая пешка · a2 белая пешка · d2 белый ферзь · g2 белая пешка · h2 белая пешка · c1 белая ладья · f1 белая ладья · g1 белый король | c8 чёрная ладья · f8 чёрная ладья · g8 чёрный король · b7 чёрная пешка · c7 чёрный ферзь · g7 чёрный слон · h7 чёрная пешка · a6 чёрная пешка · d6 чёрная пешка · f6 чёрный конь · g6 чёрная пешка · d5 белая пешка · e5 чёрная пешка · f5 чёрный слон · b4 белая пешка · b3 белый конь · c3 белый конь · e3 белый слон · f3 белая пешка · a2 белая пешка · d2 белый ферзь · g2 белая пешка · h2 белая пешка · c1 белая ладья · f1 белая ладья · g1 белый король | c8 чёрная ладья · f8 чёрная ладья · g8 чёрный король · b7 чёрная пешка · c7 чёрный ферзь · g7 чёрный слон · h7 чёрная пешка · a6 чёрная пешка · d6 чёрная пешка · f6 чёрный конь · g6 чёрная пешка · d5 белая пешка · e5 чёрная пешка · f5 чёрный слон · b4 белая пешка · b3 белый конь · c3 белый конь · e3 белый слон · f3 белая пешка · a2 белая пешка · d2 белый ферзь · g2 белая пешка · h2 белая пешка · c1 белая ладья · f1 белая ладья · g1 белый король | c8 чёрная ладья · f8 чёрная ладья · g8 чёрный король · b7 чёрная пешка · c7 чёрный ферзь · g7 чёрный слон · h7 чёрная пешка · a6 чёрная пешка · d6 чёрная пешка · f6 чёрный конь · g6 чёрная пешка · d5 белая пешка · e5 чёрная пешка · f5 чёрный слон · b4 белая пешка · b3 белый конь · c3 белый конь · e3 белый слон · f3 белая пешка · a2 белая пешка · d2 белый ферзь · g2 белая пешка · h2 белая пешка · c1 белая ладья · f1 белая ладья · g1 белый король | c8 чёрная ладья · f8 чёрная ладья · g8 чёрный король · b7 чёрная пешка · c7 чёрный ферзь · g7 чёрный слон · h7 чёрная пешка · a6 чёрная пешка · d6 чёрная пешка · f6 чёрный конь · g6 чёрная пешка · d5 белая пешка · e5 чёрная пешка · f5 чёрный слон · b4 белая пешка · b3 белый конь · c3 белый конь · e3 белый слон · f3 белая пешка · a2 белая пешка · d2 белый ферзь · g2 белая пешка · h2 белая пешка · c1 белая ладья · f1 белая ладья · g1 белый король | c8 чёрная ладья · f8 чёрная ладья · g8 чёрный король · b7 чёрная пешка · c7 чёрный ферзь · g7 чёрный слон · h7 чёрная пешка · a6 чёрная пешка · d6 чёрная пешка · f6 чёрный конь · g6 чёрная пешка · d5 белая пешка · e5 чёрная пешка · f5 чёрный слон · b4 белая пешка · b3 белый конь · c3 белый конь · e3 белый слон · f3 белая пешка · a2 белая пешка · d2 белый ферзь · g2 белая пешка · h2 белая пешка · c1 белая ладья · f1 белая ладья · g1 белый король | c8 чёрная ладья · f8 чёрная ладья · g8 чёрный король · b7 чёрная пешка · c7 чёрный ферзь · g7 чёрный слон · h7 чёрная пешка · a6 чёрная пешка · d6 чёрная пешка · f6 чёрный конь · g6 чёрная пешка · d5 белая пешка · e5 чёрная пешка · f5 чёрный слон · b4 белая пешка · b3 белый конь · c3 белый конь · e3 белый слон · f3 белая пешка · a2 белая пешка · d2 белый ферзь · g2 белая пешка · h2 белая пешка · c1 белая ладья · f1 белая ладья · g1 белый король | 3 |
| 2 | c8 чёрная ладья · f8 чёрная ладья · g8 чёрный король · b7 чёрная пешка · c7 чёрный ферзь · g7 чёрный слон · h7 чёрная пешка · a6 чёрная пешка · d6 чёрная пешка · f6 чёрный конь · g6 чёрная пешка · d5 белая пешка · e5 чёрная пешка · f5 чёрный слон · b4 белая пешка · b3 белый конь · c3 белый конь · e3 белый слон · f3 белая пешка · a2 белая пешка · d2 белый ферзь · g2 белая пешка · h2 белая пешка · c1 белая ладья · f1 белая ладья · g1 белый король | c8 чёрная ладья · f8 чёрная ладья · g8 чёрный король · b7 чёрная пешка · c7 чёрный ферзь · g7 чёрный слон · h7 чёрная пешка · a6 чёрная пешка · d6 чёрная пешка · f6 чёрный конь · g6 чёрная пешка · d5 белая пешка · e5 чёрная пешка · f5 чёрный слон · b4 белая пешка · b3 белый конь · c3 белый конь · e3 белый слон · f3 белая пешка · a2 белая пешка · d2 белый ферзь · g2 белая пешка · h2 белая пешка · c1 белая ладья · f1 белая ладья · g1 белый король | c8 чёрная ладья · f8 чёрная ладья · g8 чёрный король · b7 чёрная пешка · c7 чёрный ферзь · g7 чёрный слон · h7 чёрная пешка · a6 чёрная пешка · d6 чёрная пешка · f6 чёрный конь · g6 чёрная пешка · d5 белая пешка · e5 чёрная пешка · f5 чёрный слон · b4 белая пешка · b3 белый конь · c3 белый конь · e3 белый слон · f3 белая пешка · a2 белая пешка · d2 белый ферзь · g2 белая пешка · h2 белая пешка · c1 белая ладья · f1 белая ладья · g1 белый король | c8 чёрная ладья · f8 чёрная ладья · g8 чёрный король · b7 чёрная пешка · c7 чёрный ферзь · g7 чёрный слон · h7 чёрная пешка · a6 чёрная пешка · d6 чёрная пешка · f6 чёрный конь · g6 чёрная пешка · d5 белая пешка · e5 чёрная пешка · f5 чёрный слон · b4 белая пешка · b3 белый конь · c3 белый конь · e3 белый слон · f3 белая пешка · a2 белая пешка · d2 белый ферзь · g2 белая пешка · h2 белая пешка · c1 белая ладья · f1 белая ладья · g1 белый король | c8 чёрная ладья · f8 чёрная ладья · g8 чёрный король · b7 чёрная пешка · c7 чёрный ферзь · g7 чёрный слон · h7 чёрная пешка · a6 чёрная пешка · d6 чёрная пешка · f6 чёрный конь · g6 чёрная пешка · d5 белая пешка · e5 чёрная пешка · f5 чёрный слон · b4 белая пешка · b3 белый конь · c3 белый конь · e3 белый слон · f3 белая пешка · a2 белая пешка · d2 белый ферзь · g2 белая пешка · h2 белая пешка · c1 белая ладья · f1 белая ладья · g1 белый король | c8 чёрная ладья · f8 чёрная ладья · g8 чёрный король · b7 чёрная пешка · c7 чёрный ферзь · g7 чёрный слон · h7 чёрная пешка · a6 чёрная пешка · d6 чёрная пешка · f6 чёрный конь · g6 чёрная пешка · d5 белая пешка · e5 чёрная пешка · f5 чёрный слон · b4 белая пешка · b3 белый конь · c3 белый конь · e3 белый слон · f3 белая пешка · a2 белая пешка · d2 белый ферзь · g2 белая пешка · h2 белая пешка · c1 белая ладья · f1 белая ладья · g1 белый король | c8 чёрная ладья · f8 чёрная ладья · g8 чёрный король · b7 чёрная пешка · c7 чёрный ферзь · g7 чёрный слон · h7 чёрная пешка · a6 чёрная пешка · d6 чёрная пешка · f6 чёрный конь · g6 чёрная пешка · d5 белая пешка · e5 чёрная пешка · f5 чёрный слон · b4 белая пешка · b3 белый конь · c3 белый конь · e3 белый слон · f3 белая пешка · a2 белая пешка · d2 белый ферзь · g2 белая пешка · h2 белая пешка · c1 белая ладья · f1 белая ладья · g1 белый король | c8 чёрная ладья · f8 чёрная ладья · g8 чёрный король · b7 чёрная пешка · c7 чёрный ферзь · g7 чёрный слон · h7 чёрная пешка · a6 чёрная пешка · d6 чёрная пешка · f6 чёрный конь · g6 чёрная пешка · d5 белая пешка · e5 чёрная пешка · f5 чёрный слон · b4 белая пешка · b3 белый конь · c3 белый конь · e3 белый слон · f3 белая пешка · a2 белая пешка · d2 белый ферзь · g2 белая пешка · h2 белая пешка · c1 белая ладья · f1 белая ладья · g1 белый король | 2 |
| 1 | c8 чёрная ладья · f8 чёрная ладья · g8 чёрный король · b7 чёрная пешка · c7 чёрный ферзь · g7 чёрный слон · h7 чёрная пешка · a6 чёрная пешка · d6 чёрная пешка · f6 чёрный конь · g6 чёрная пешка · d5 белая пешка · e5 чёрная пешка · f5 чёрный слон · b4 белая пешка · b3 белый конь · c3 белый конь · e3 белый слон · f3 белая пешка · a2 белая пешка · d2 белый ферзь · g2 белая пешка · h2 белая пешка · c1 белая ладья · f1 белая ладья · g1 белый король | c8 чёрная ладья · f8 чёрная ладья · g8 чёрный король · b7 чёрная пешка · c7 чёрный ферзь · g7 чёрный слон · h7 чёрная пешка · a6 чёрная пешка · d6 чёрная пешка · f6 чёрный конь · g6 чёрная пешка · d5 белая пешка · e5 чёрная пешка · f5 чёрный слон · b4 белая пешка · b3 белый конь · c3 белый конь · e3 белый слон · f3 белая пешка · a2 белая пешка · d2 белый ферзь · g2 белая пешка · h2 белая пешка · c1 белая ладья · f1 белая ладья · g1 белый король | c8 чёрная ладья · f8 чёрная ладья · g8 чёрный король · b7 чёрная пешка · c7 чёрный ферзь · g7 чёрный слон · h7 чёрная пешка · a6 чёрная пешка · d6 чёрная пешка · f6 чёрный конь · g6 чёрная пешка · d5 белая пешка · e5 чёрная пешка · f5 чёрный слон · b4 белая пешка · b3 белый конь · c3 белый конь · e3 белый слон · f3 белая пешка · a2 белая пешка · d2 белый ферзь · g2 белая пешка · h2 белая пешка · c1 белая ладья · f1 белая ладья · g1 белый король | c8 чёрная ладья · f8 чёрная ладья · g8 чёрный король · b7 чёрная пешка · c7 чёрный ферзь · g7 чёрный слон · h7 чёрная пешка · a6 чёрная пешка · d6 чёрная пешка · f6 чёрный конь · g6 чёрная пешка · d5 белая пешка · e5 чёрная пешка · f5 чёрный слон · b4 белая пешка · b3 белый конь · c3 белый конь · e3 белый слон · f3 белая пешка · a2 белая пешка · d2 белый ферзь · g2 белая пешка · h2 белая пешка · c1 белая ладья · f1 белая ладья · g1 белый король | c8 чёрная ладья · f8 чёрная ладья · g8 чёрный король · b7 чёрная пешка · c7 чёрный ферзь · g7 чёрный слон · h7 чёрная пешка · a6 чёрная пешка · d6 чёрная пешка · f6 чёрный конь · g6 чёрная пешка · d5 белая пешка · e5 чёрная пешка · f5 чёрный слон · b4 белая пешка · b3 белый конь · c3 белый конь · e3 белый слон · f3 белая пешка · a2 белая пешка · d2 белый ферзь · g2 белая пешка · h2 белая пешка · c1 белая ладья · f1 белая ладья · g1 белый король | c8 чёрная ладья · f8 чёрная ладья · g8 чёрный король · b7 чёрная пешка · c7 чёрный ферзь · g7 чёрный слон · h7 чёрная пешка · a6 чёрная пешка · d6 чёрная пешка · f6 чёрный конь · g6 чёрная пешка · d5 белая пешка · e5 чёрная пешка · f5 чёрный слон · b4 белая пешка · b3 белый конь · c3 белый конь · e3 белый слон · f3 белая пешка · a2 белая пешка · d2 белый ферзь · g2 белая пешка · h2 белая пешка · c1 белая ладья · f1 белая ладья · g1 белый король | c8 чёрная ладья · f8 чёрная ладья · g8 чёрный король · b7 чёрная пешка · c7 чёрный ферзь · g7 чёрный слон · h7 чёрная пешка · a6 чёрная пешка · d6 чёрная пешка · f6 чёрный конь · g6 чёрная пешка · d5 белая пешка · e5 чёрная пешка · f5 чёрный слон · b4 белая пешка · b3 белый конь · c3 белый конь · e3 белый слон · f3 белая пешка · a2 белая пешка · d2 белый ферзь · g2 белая пешка · h2 белая пешка · c1 белая ладья · f1 белая ладья · g1 белый король | c8 чёрная ладья · f8 чёрная ладья · g8 чёрный король · b7 чёрная пешка · c7 чёрный ферзь · g7 чёрный слон · h7 чёрная пешка · a6 чёрная пешка · d6 чёрная пешка · f6 чёрный конь · g6 чёрная пешка · d5 белая пешка · e5 чёрная пешка · f5 чёрный слон · b4 белая пешка · b3 белый конь · c3 белый конь · e3 белый слон · f3 белая пешка · a2 белая пешка · d2 белый ферзь · g2 белая пешка · h2 белая пешка · c1 белая ладья · f1 белая ладья · g1 белый король | 1 |
|   | a | b | c | d | e | f | g | h |   |

Белые рассчитывали отогнать чёрного ферзя с линии c. Однако Геллер сознательно идёт на позицию с нестандартным соотношением материала, отдавая ферзя за ладью, слона и пешку и получая взамен инициативу и фигурную игру. 19...Фc4! 20.g4 К:g4! 21.Кe4. (на 21.fg могло последовать. 21...Ф:g4+ 22.Фg2 Ф:g2+ 23.Кр:g2 Сh3+! 24.Кр:h3 Л:f1 25. Л:f1 Л:c3 и так далее). 21...К:e3 22.Л:c4 К:c4 23.Фc1 b5. Чёрные получили большой позиционный перевес и в дальнейшем выиграли.
Геллеру принадлежат слова: «Больше всего мне нравится логика шахмат, возможность анализировать, творить». Говоря о достижениях Геллера-теоретика и аналитика, Михаил Ботвинник писал в 1968 году: «Сейчас идеи Геллера в области дебютов, в области той части партии, которая связывает дебют с серединой игры, стали общим достоянием. По существу, до Геллера такие современные начала, как все индийские и староиндийские построения, мы как следует не понимали. Идеи его ярки, и это относится не только к дебюту, но также к миттельшпилю и эндшпилю». Геллер глубоко разработал староиндийскую защиту за чёрных, сделав её популярным дебютом на самом высоком уровне, хотя Болеславский и Бронштейн изучали староиндийскую защиту и ранее. Среди успехов Геллера чёрными в староиндийской защите — победа в его первой партии против Ботвинника (мемориал Мароци, 1952) и решающая партия против Смыслова дополнительного матча за первое место чемпионата СССР 1955 года. В 1980 году Геллер опубликовал монографию о староиндийской защите:322—323. Геллер внёс большой вклад в изучение испанской партии и сицилианской защиты за оба цвета, его именем названы гамбит Геллера в славянской защите 1.d4 d5 2. c4 c6 3. Кf3 Кf6 4. Кc3 dc 5. e4 b5 6. e5 и система Геллера в защите Робача 1.e4 g6 2.d4 Сg7 3.Kf3 d6 4.c3.
Геллер был разносторонним игроком: он умел выстраивать глубокие стратегические планы, обладал высокой техникой и комбинационным мастерством. Геллер нередко играл в «гамбитном» стиле, жертвуя материал в обмен на инициативу или позиционные выгоды. Геллер был известен и как мастер анализа отложенных партий. На олимпиаде 1962 года при анализе центральной партии Ботвинник — Фишер Геллер нашёл этюдное спасение за белых в, казалось, проигранном ладейном эндшпиле, имевшее и большое теоретическое значение:261.
Геллер был известен своей успешной игрой против чемпионов мира. Он имел положительный общий счёт против шахматистов, в разное время бывших чемпионами мира (+39 −31 =123), и положительные личные счета против четырёх из них: +4 −1 =5 с Ботвинником, +11 −7 =31 со Смысловым, +6 −2 =33 с Петросяном и +5 −3 =2 с Фишером. Геллер был одним из двух топ-гроссмейстеров (вместе с Талем), кто имел положительный счёт против Фишера. В 1976 году на чемпионате СССР Геллер выиграл блестящую партию с фейерверком жертв у Анатолия Карпова. В то же время Геллер был нестабильным матчевым бойцом:59 и имел недостаточную психологическую устойчивость, что нередко не позволяло ему играть в полную силу после поражений.
На протяжении своей карьеры Геллер неоднократно выступал в роли тренера, как работая с отдельными шахматистами на ответственных соревнованиях, так и возглавляя команды, в том числе сборные СССР на олимпиадах. Позднее Геллер говорил, что ему больше подходит работа с командой, так как он хорошо справлялся с аналитической работой (разработкой дебютных вариантов, анализом отложенных партий, изучением стиля игры противников), но не имел качеств психолога:46. Спасский по опыту своего многолетнего сотрудничества с Геллером, напротив, указывал, что Ефим Петрович был сильным психологом, «у него был настоящий психологический талант».

## Спортивные результаты

### Турниры
| Год       | Город              | Турнир                                 | +  | − | =  | Очки      | Место |
| --------- | ------------------ | -------------------------------------- | -- | - | -- | --------- | ----- |
| 1946      | Киев               | 15-й чемпионат Украины                 |    |   |    | 11½ из 17 | 4—6   |
| 1947      | Киев               | 16-й чемпионат Украины                 | 8  | 5 | 3  | 9½ из 16  | 6     |
|           | Свердловск         | Полуфинал чемпионата СССР              |    |   |    | 7 из 12   | 5—6   |
| 1948      | Киев               | 17-й чемпионат Украины                 | 9  | 5 | 4  | 11 из 18  | 5—8   |
|           | Баку               | Всесоюзный турнир кандидатов в мастера |    |   |    | 9 из 15   | 3—5   |
| 1949      | Одесса             | 18-й чемпионат Украины                 | 12 | 4 | 3  | 13½ из 19 | 2—3   |
|           | Тбилиси            | Полуфинал чемпионата СССР              |    |   |    | 11½ из 16 | 1     |
|           | Москва             | 17-й чемпионат СССР                    | 10 | 4 | 5  | 12½ из 19 | 3—4   |
| 1950      | Одесса             | 19-й чемпионат Украины                 | 10 | 2 | 5  | 12½ из 17 | 1     |
|           | Щавно-Здруй        |                                        |    |   |    | 12½ из 19 | 5—6   |
|           | Киев               | Полуфинал чемпионата СССР              |    |   |    | 9 из 15   | 3     |
|           | Москва             | 18-й чемпионат СССР                    | 7  | 6 | 4  | 9 из 17   | 7—10  |
| 1951      | Свердловск         | Полуфинал чемпионата СССР              |    |   |    | 13 из 19  | 2     |
|           | Москва             | 19-й чемпионат СССР                    | 10 | 4 | 3  | 11½ из 17 | 2—3   |
| 1952      | Будапешт           | Мемориал Мароци                        |    |   |    | 12 из 17  | 2     |
|           | Сальтшёбаден       | Межзональный турнир                    | 8  | 2 | 10 | 13 из 20  | 4     |
|           | Москва             | 20-й чемпионат СССР                    | 8  | 3 | 8  | 12 из 19  | 3     |
| 1953      | Цюрих              | Турнир претендентов                    | 8  | 7 | 13 | 14½ из 28 | 6—7   |
| 1954      | Киев               | 21-й чемпионат СССР                    | 8  | 8 | 3  | 9½ из 19  | 10—11 |
|           | Горький            | Полуфинал чемпионата СССР              |    |   |    | 15 из 20  | 1     |
| 1955      | Москва             | 22-й чемпионат СССР                    | 10 | 5 | 4  | 12 из 19  | 1—2   |
|           | Гётеборг           | Межзональный турнир                    | 7  | 3 | 10 | 12 из 20  | 5—6   |
|           | Загреб             |                                        |    |   |    | 12 из 19  | 4—5   |
| 1956      | Амстердам          | Турнир претендентов                    | 6  | 5 | 7  | 9½ из 18  | 3—7   |
| 1957      | Киев               | 26-й чемпионат Украины                 |    |   |    | 12½ из 17 | 1—2   |
|           | Щавно-Здруй        | Мемориал Пшепюрки                      |    |   |    | 12½ из 15 | 1     |
|           | Киев               | Полуфинал чемпионата СССР              |    |   |    | 12 из 19  | 2     |
| 1958      | Рига               | 25-й чемпионат СССР                    | 5  | 3 | 10 | 10 из 17  | 7—8   |
|           | Киев               | 27-й чемпионат Украины                 |    |   |    | 12½ из 16 | 1     |
|           | Ташкент            | Полуфинал чемпионата СССР              |    |   |    | 11 из 15  | 2—3   |
| 1959      | Тбилиси            | 26-й чемпионат СССР                    | 6  | 6 | 7  | 9½ из 19  | 10—11 |
|           | Киев               | 28-й чемпионат Украины                 | 15 | 0 | 6  | 18 из 21  | 1     |
|           | Дрезден            | Международный турнир                   |    |   |    | 11 из 15  | 1—2   |
|           | Ереван             | Полуфинал чемпионата СССР              |    |   |    | 12 из 15  | 1     |
| 1960      | Ленинград          | 27-й чемпионат СССР                    | 10 | 2 | 7  | 13½ из 19 | 2—3   |
|           | Копенгаген         |                                        | 9  | 1 | 3  | 10½ из 13 | 2     |
| 1961      | Москва             | 28-й чемпионат СССР                    | 8  | 3 | 8  | 12 из 19  | 3—4   |
|           | Блед               |                                        |    |   |    | 10½ из 19 | 6—7   |
| 1962      | Стокгольм          | Межзональный турнир                    | 10 | 2 | 10 | 15 из 22  | 2—3   |
|           | Кюрасао            | Турнир претендентов                    | 8  | 1 | 18 | 17 из 28  | 2—3   |
| 1963      | Гавана             | Мемориал Капабланки                    | 13 | 2 | 6  | 16 из 21  | 2—4   |
|           | Ленинград          | 31-й чемпионат СССР                    | 5  | 1 | 13 | 11½ из 19 | 6—7   |
| 1964      | Москва             | Зональный турнир                       | 2  | 4 | 6  | 5 из 12   | 7     |
| 1965      | Бевервейк          | Международный турнир                   | 7  | 1 | 7  | 10½ из 15 | 1—2   |
|           | Гавана             | Мемориал Капабланки                    |    |   |    | 15 из 21  | 2—4   |
|           | Сантьяго           |                                        |    |   |    | 10½ из 13 | 2     |
| 1966      | Кисловодск         |                                        |    |   |    | 8½ из 11  | 1     |
|           | Прага              |                                        |    |   |    | 10 из 13  | 3     |
| 1966/1967 | Тбилиси            | 34-й чемпионат СССР                    | 6  | 1 | 13 | 12½ из 20 | 2     |
| 1967      | Монте-Карло        |                                        |    |   |    | 6 из 9    | 3—4   |
|           | Москва             |                                        |    |   |    | 8½ из 17  | 9—12  |
|           | Скопле             |                                        |    |   |    | 13 из 17  | 2—3   |
|           | Сус                | Межзональный турнир                    | 8  | 1 | 12 | 14 из 21  | 2—4   |
| 1968      | Гётеборг           |                                        |    |   |    | 7½ из 9   | 1     |
|           | Скопле             |                                        |    |   |    | 13½ из 19 | 2     |
|           | Кисловодск         |                                        |    |   |    | 10 из 14  | 1     |
|           | Гори               |                                        |    |   |    | 7 из 10   | 2—3   |
| 1969      | Вейк-ан-Зее        | 31-й международный турнир              | 7  | 1 | 7  | 10½ из 15 | 1—2   |
|           | Москва             | 37-й чемпионат СССР                    | 8  | 3 | 11 | 13½ из 22 | 3—5   |
|           | Белград            |                                        |    |   |    | 9½ из 13  | 5—6   |
| 1970      | Москва             |                                        |    |   |    | 9 из 13   | 2—4   |
|           | Амстердам          |                                        |    |   |    | 10 из 15  | 4     |
|           | Пальма-де-Мальорка | Межзональный турнир                    | 8  | 1 | 14 | 15 из 23  | 2—4   |
| 1971      | Гавана             | Мемориал Капабланки                    |    |   |    | 10½ из 15 | 2     |
|           | Ленинград          | 39-й чемпионат СССР                    | 4  | 6 | 11 | 9½ из 21  | 14    |
| 1972      | Кисловодск         |                                        |    |   |    | 9 из 14   | 3     |
| 1973      | Будапешт           |                                        |    |   |    | 10½ из 15 | 1     |
|           | Хилверсюм          |                                        |    |   |    | 9½ из 14  | 1—2   |
|           | Петрополис         | Межзональный турнир                    | 7  | 1 | 9  | 11½ из 17 | 2—4   |
|           | Порторож           |                                        |    |   |    | 3 из 8    | 3     |
|           | Москва             | 41-й чемпионат СССР                    | 3  | 3 | 11 | 8½ из 17  | 7—8   |
| 1975      | Вейк-ан-Зее        | Международный турнир                   | 2  | 1 | 12 | 8 из 11   | 8—10  |
|           | Москва             | Мемориал Алехина                       | 6  | 0 | 9  | 10½ из 15 | 1     |
|           | Тиссайд            | Международный турнир                   | 5  | 0 | 9  | 9½ из 14  | 1     |
|           | Ереван             | 43-й чемпионат СССР                    | 4  | 2 | 9  | 8½ из 15  | 6—8   |
| 1976      | Лас-Пальмас        | Международный турнир                   | 7  | 1 | 7  | 10½ из 15 | 1     |
|           | Москва             | 44-й чемпионат СССР                    | 4  | 4 | 9  | 8½ из 17  | 8—10  |
| 1977      | Вейк-ан-Зее        | Международный турнир                   | 6  | 1 | 4  | 8 из 11   | 1—2   |
|           | Ленинград          | 45-й чемпионат СССР                    | 1  | 0 | 14 | 8 из 15   | 5—7   |
| 1978      | Тбилиси            | 46-й чемпионат СССР                    | 3  | 2 | 12 | 9 из 17   | 5—8   |
| 1979      | Нови-Сад           | Международный турнир                   | 5  | 0 | 8  | 9 из 13   | 2—3   |
|           | Минск              | 47-й чемпионат СССР                    | 6  | 0 | 11 | 11½ из 17 | 1     |
| 1980/1981 | Вильнюс            | 48-й чемпионат СССР                    | 1  | 5 | 11 | 6½ из 17  | 14—15 |
| 1982      | Москва             | Международный турнир                   |    |   |    | 8 из 13   | 3—4   |
| 1983      | Москва             | 50-й чемпионат СССР                    | 2  | 4 | 9  | 6½ из 15  | 14—15 |
| 1985      | Рига               | 52-й чемпионат СССР                    | 3  | 6 | 10 | 8 из 19   | 17—18 |
| 1986      | Амстердам          | Международный турнир                   |    |   |    | 6½ из 10  | 1     |
|           | Никшич             | OHRA-опен                              |    |   |    | 6 из 9    | 2—4   |
| 1987      | Берн               | Международный турнир                   |    |   |    | 8 из 11   | 1—2   |
| 1989      | Дортмунд           | Международный турнир                   |    |   |    | 7½ из 11  | 1     |
| 1990      | Нью-Йорк           | Международный турнир                   |    |   |    | 6½ из 9   | 1—2   |

### Матчи
| Год  | Город      | Противник                                      | + | − | = | Результат |
| ---- | ---------- | ---------------------------------------------- | - | - | - | --------- |
| 1955 | Москва     | Смыслов (Матч за звание чемпиона СССР)         | 1 | 0 | 6 | 4 : 3     |
| 1962 | Кюрасао    | Керес (Турнир претендентов; матч за 2-е место) | 1 | 2 | 5 | 3½ : 4½   |
| 1965 | Москва     | Смыслов (Матч претендентов; четвертьфинал)     | 3 | 0 | 5 | 5½ : 2½   |
|      | Рига       | Спасский (Матч претендентов; полуфинал)        | 0 | 3 | 5 | 2½ : 5½   |
| 1966 | Копенгаген | Ларсен (Матч претендентов; за 3-е место)       | 2 | 3 | 4 | 4 : 5     |
| 1968 | Сухуми     | Спасский (Матч претендентов; четвертьфинал)    | 0 | 3 | 5 | 2½ : 5½   |
| 1971 | Москва     | Корчной (Матч претендентов; четвертьфинал)     | 1 | 4 | 3 | 2½ : 5½   |

### Командные чемпионаты Европы
| Год  | Город      | Номер чемпионата | +  | − | =  | Результат | Место командное | Место личное |
| ---- | ---------- | ---------------- | -- | - | -- | --------- | --------------- | ------------ |
| 1961 | Оберхаузен | 2                | 4  | 0 | 5  | 6½ из 9   | 1               | 1            |
| 1970 | Капфенберг | 4                | 3  | 1 | 2  | 4 из 6    | 1               | 1            |
| 1973 | Бат        | 5                | 4  | 0 | 1  | 4½ из 5   | 1               | 1            |
| 1977 | Москва     | 6                | 2  | 0 | 5  | 4½ из 7   | 1               | 1            |
| 1980 | Скара      | 7                | 2  | 0 | 4  | 4 из 6    | 1               | 3            |
| 1983 | Пловдив    | 8                | 2  | 0 | 2  | 3 из 4    | 1               | 1            |
|      |            |                  | 17 | 1 | 19 | 71,62 %   |                 |              |

### Шахматные олимпиады
Ефим Геллер принял участие в 7 олимпиадах (3 раза представлял команду на четвёртой доске и четырежды был запасным).
| Год  | Город     | Номер олимпиады | +  | − | =  | Результат | Место командное | Место личное |
| ---- | --------- | --------------- | -- | - | -- | --------- | --------------- | ------------ |
| 1952 | Хельсинки | X               | 8  | 1 | 5  | 10½ из 14 | 1               | 2            |
| 1954 | Амстердам | XI              | 4  | 1 | 2  | 5 из 7    | 1               | 1            |
| 1956 | Москва    | XII             | 7  | 2 | 1  | 7½ из 10  | 1               | 1            |
| 1962 | Варна     | XV              | 10 | 1 | 1  | 10½ из 12 | 1               | 1            |
| 1968 | Лугано    | XVIII           | 7  | 0 | 5  | 9½ из 12  | 1               | 2            |
| 1970 | Зиген     | XIX             | 6  | 2 | 4  | 8 из 12   | 1               | 4            |
| 1980 | Валлетта  | XXIV            | 4  | 0 | 5  | 6½ из 9   | 1               | 2            |
|      |           |                 | 46 | 7 | 23 | 75,7 %    |                 |              |

### Международные командные матчи
| Год  | Город   | Матч                                         | + | − | = | Результат |
| ---- | ------- | -------------------------------------------- | - | - | - | --------- |
| 1953 |         | СССР — Австрия (Робач)                       | 2 | 0 | 0 | 2 : 0     |
| 1954 |         | СССР — Аргентина (Мадерна)                   | 2 | 0 | 1 | 2½ : ½    |
|      |         | СССР — Уругвай                               | 2 | 0 | 0 | 2 : 0     |
|      |         | СССР — Франция (Нор)                         | 2 | 0 | 0 | 2 : 0     |
|      |         | СССР — США (Горовиц)                         |   |   |   | 3 : 1     |
|      |         | СССР — Англия (Бродбент)                     | 2 | 0 | 0 | 2 : 0     |
|      |         | СССР — Швеция (Нильссон)                     | 2 | 0 | 0 | 2 : 0     |
| 1956 |         | СССР — США (Р. Бирн)                         |   |   |   | 3 : 1     |
|      |         | СССР — Югославия (по шевенингенской системе) |   |   |   | 5½ из 8   |
| 1958 |         | СССР — Югославия (Матанович)                 |   |   |   | 3 : 1     |
| 1959 |         | СССР — Югославия (Берток)                    |   |   |   | 2½ : 1½   |
| 1960 |         | СССР — Югославия (по шевенингенской системе) |   |   |   | 6½ из 8   |
| 1961 |         | СССР — Югославия (по шевенингенской системе) |   |   |   | 3½ из 6   |
| 1964 |         | СССР — Югославия (по шевенингенской системе) |   |   |   | 3½ из 5   |
| 1966 |         | СССР — Югославия (по шевенингенской системе) |   |   |   | 3 из 4    |
| 1967 |         | СССР — Югославия (Глигорич)                  |   |   |   | 2 : 2     |
| 1969 |         | СССР — Югославия (Ивков)                     |   |   |   | 2½ : 1½   |
|      |         | РСФСР — Венгрия (Лендьел)                    |   |   |   | 3 : 1     |
| 1970 | Белград | «Матч века» (Глигорич)                       | 1 | 0 | 3 | 2½ из 4   |
| 1973 |         | СССР — Югославия (Ивков)                     |   |   |   | 2½ : 1½   |

## Награды
- орден Отечественной войны II степени (1985[24])
- орден Дружбы народов
- орден «Знак Почёта» (27.04.1957) — «за успехи, достигнутые в деле развития массового физкультурного движения в стране, повышения мастерства советских спортсменов, и успешное выступление на международных соревнованиях»
- медаль «За боевые заслуги» (15.01.1945[25])
- другие награды

## Книги
- За шахматной доской. — Одесса: Одесское книжное издательство, 1962. — 127 с.: ил. — 15 000 экз.
- Староиндийская защита. — М.: Физкультура и спорт, 1980. — 255 с. — (Теория дебютов). — 100 000 экз.
- Новоиндийская защита. — М.: Физкультура и спорт, 1981. — 240 с. — (Теория дебютов). — 100 000 экз.
- Победа в Мерано: Матч на первенство мира по шахматам, окт.-нояб. 1981 г. / [Коммент. партий А. Карпова]. — М.: Воениздат, 1982. — 80 с.
- Как побеждать чемпионов: уроки высокой стратегии / Ефим Геллер. — М.: РИПОЛ классик, 2005 (Н.Новгород : ГИПП Нижполиграф). — 156 с.: ил. — (Искусство шахмат). — 3000 экз. — ISBN 5-7905-4032-5. (издана посмертно)

## В кинематографе
В фильме «Жертвуя пешкой» Ефима Геллера сыграл актёр Эдвард Зиновьев. В фильме показана работа Геллера секундантом Бориса Спасского на матче против Роберта Фишера.

## Изменения рейтинга
| Графики недоступны из-за технических проблем. См. информацию на Фабрикаторе и на mediawiki.org. |